# Ганг
Ганг (хинди गंगा, IAST: gaṅgā, МФА: [ˈɡəŋɡaː]о файле, Ганга; англ. Ganges) — одна из самых полноводных и длинных (2700 км) рек Южной Азии, вместе с Брахмапутрой занимает 3-е место в мире по водоносности после Амазонки и Конго. Берёт своё начало в Западных Гималаях с ледника Ганготри в штате Уттаракханд, протекает на юго-восток, пересекая Индо-Гангскую равнину на севере Индии, и впадает в Бенгальский залив, формируя вместе с реками Брахмапутра и Мегхна дельту Ганга-Брахмапутры (преимущественно на территории Бангладеш), часть которой покрыта лесами Сундарбан. Площадь бассейна реки — 1 060 000 км².
Ганга в индуистской мифологии — небесная река, которая спустилась на землю. С давних времён считается священной рекой для индуистов. Индуисты совершают к ней паломничества, особенно к её истокам и городам Харидвар, Варанаси и Аллахабад (место впадения Джамны). На её берегах проходят кремации, в воде рассеивается прах умерших индуистов и осуществляются ритуальные омовения.
Река активно используется для орошения. Бассейн Ганга площадью более 1 млн км² является одним из наиболее густонаселённых регионов Земли. Судоходство на реке сейчас несколько усложнилось и возможно лишь от устья до города Канпур на плоскодонных лодках. Ганг является главной водной артерией Бенгалии и северо-восточных штатов Индии, часто рассматривается как символ всей страны. Первый премьер-министр Индии Джавахарлал Неру в своей классической работе «Открывая Индию» 1946 года писал:

Ганг в большей степени, чем остальные реки Индии удерживал её сердце и привлекал к своим берегам бессчётные миллионы людей с древнейших времён. История Ганга, от истоков до моря, от древности до наших дней, является историей цивилизации и культуры Индии, зарождения и падения империй, больших и гордых городов, приключений человека…
Оригинальный текст (англ.)
The Ganges, above all is the river of India, which has held India's heart captive and drawn uncounted millions to her banks since the dawn of history. The story of the Ganges, from her source to the sea, from old times to new, is the story of India's civilization and culture, of the rise and fall of empires, of great and proud cities, of adventures of man…

## Этимология
В санскрите и современном хинди ганга — «река», слово доиндоевропейское. По мнению Э. М. Мурзаева, возможна связь с более восточным формантом конг (ср. Меконг), китайским цзян, корейским ган, тунгусо-маньчжурским кан. Индусы почтительно именуют Ганг «мать-Ганга».

## Гидрография

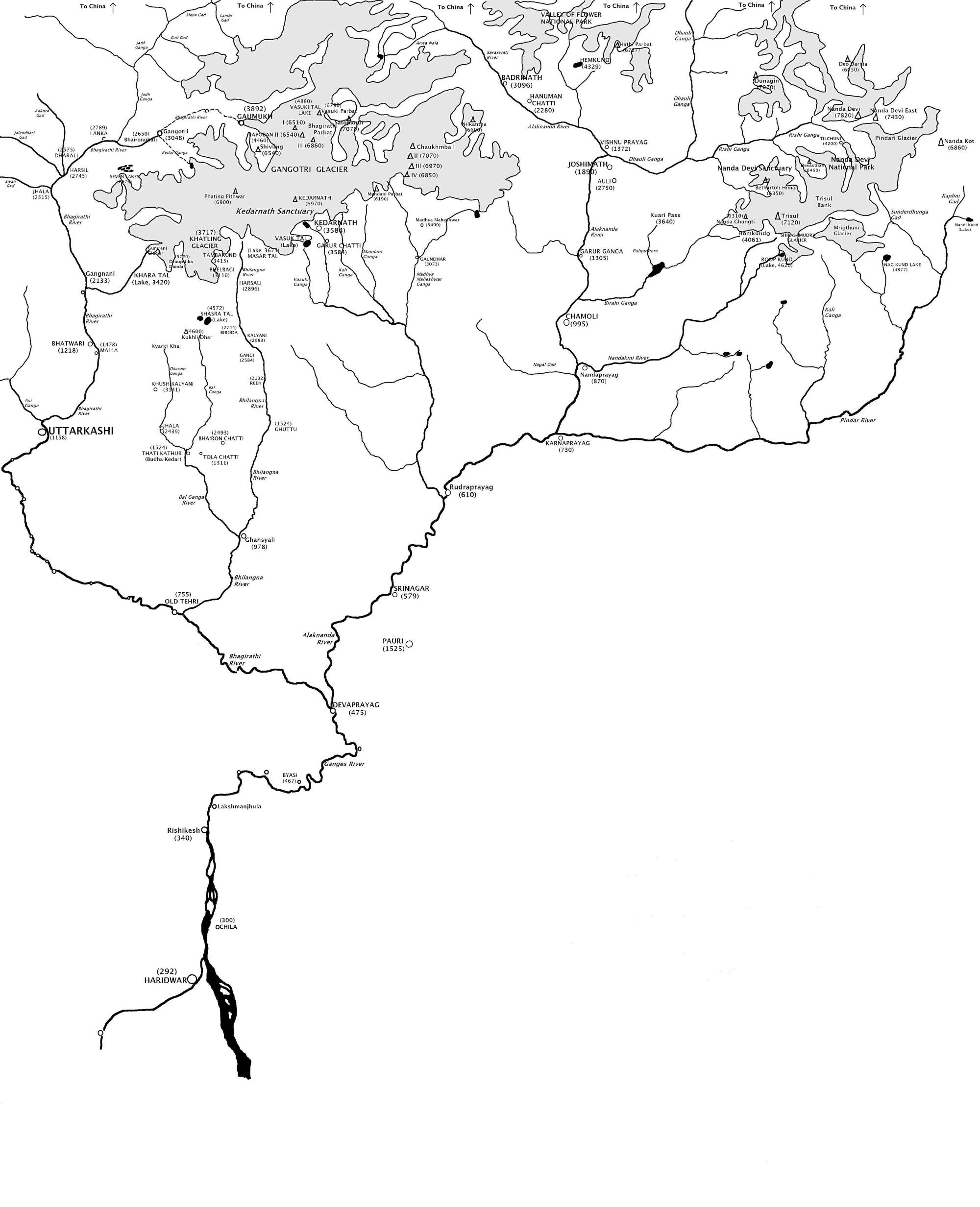
Верховье реки Ганг

### Русло и направление течения
По большей части своего русла, Ганг — типичная равнинная река с медленным и спокойным течением, хотя она и берёт своё начало высоко в Гималаях, питаясь многочисленными притоками, которые также проистекают с гор. Индо-Гангская равнина, на которую приходится большая часть течения реки, чрезвычайно плоская. Разница высот между Дели, расположенным на реке Джамна, и Бенгальским заливом, расстояние между которыми составляет 1600 км, составляет всего 210 метров. Уклон русла Ганга между городами Харидвар и Аллахабад составляет 0,22 метра на километр, а от Аллахабада до Калькутты 0,05 метра на километр. Само русло извилистое, образует многочисленные рукава, много перекатов, островов, проливов между рукавами, отмелей.
Направление течения Ганга несколько раз меняется: от истоков река течёт на юго-запад, у Харидвара поворачивает на юго-восток и течёт в этом направлении до Аллахабада, далее, почти до слияния со своим притоком Коши, — прямо на восток, а от места впадения Коши — в юго-восточном направлении. При этом основное русло и некоторые рукава Ганга текут в юго-восточном направлении, а затем возвращаются на юг до Бенгальского залива, а другие, такие как Бхагиратхи и Джаланги, сразу идут в южном направлении. Часть рукавов сливается с рукавами Брахмапутры и Мегхны и впадают в залив вместе с ними. Ширина реки в её срединной, самой широкой, части колеблется от 800 до 1500 м. В нижнем течении река расходится многочисленными рукавами, образуя общую с Брахмапутрой дельту протяжённостью 300 км и шириной около 350 км.

### Водосборная площадь и водный режим

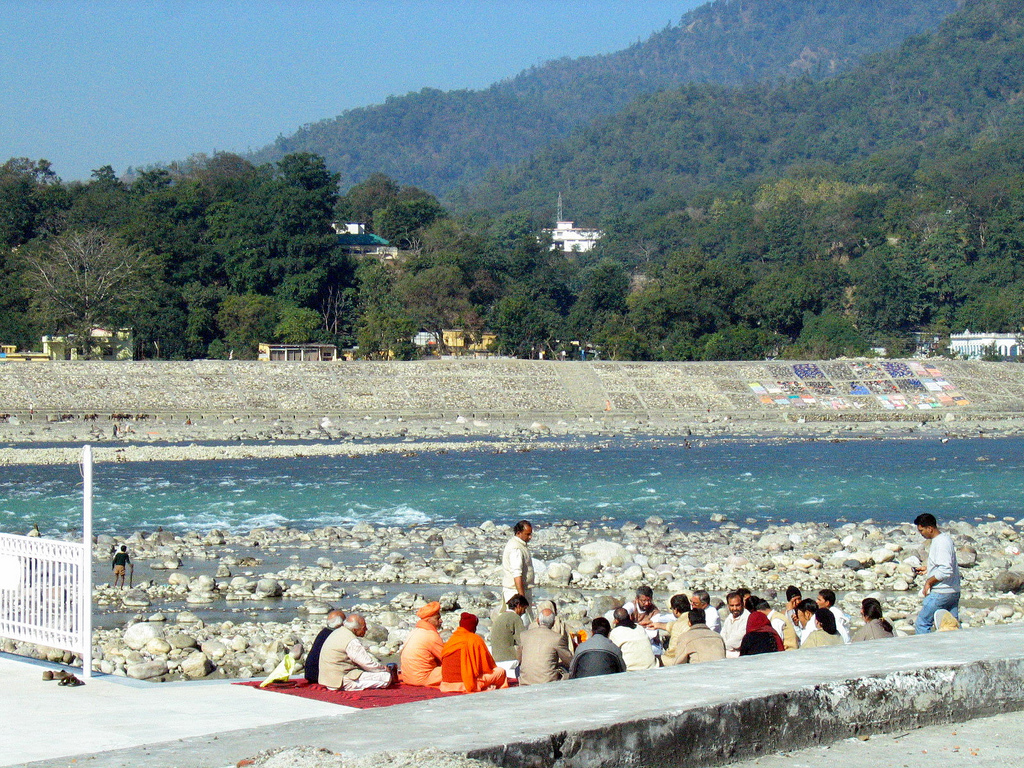
Ганг в районе города Ришикеш

Бассейн Ганга — самый большой по площади в Южной Азии. Хотя по длине Ганг меньше Инда и Брахмапутры, однако он превосходит их размерами своего бассейна, который занимает площадь 1 060 000 км², а вместе с бассейном Брахмапутры, с которой Ганг формирует общую дельту, — 1 643 000 км².
Часть питания реки — дождевое, за счёт влаги, которую приносят юго-западные муссоны и тропические циклоны (в нижнем течении) с июля по октябрь, а часть — снеговое, за счёт гималайских снегов, тающих с апреля по июнь. В декабре—январе в бассейн реки выпадает очень незначительное количество осадков. В среднем, показатели осадков в бассейне реки колеблются от 760 мм/год в его западной части до более 2300 мм/год на востоке. На большей части собственно течения реки, кроме дельты, осадки составляют 760—1 500 мм/год. В дельте часто бывают сильные циклонные ливни как до начала сезона муссонов, с марта по май, так и в конце его, с сентября по октябрь.
В результате переменного режима осадков, река подвержена ежегодным разливам, хотя и не столь периодическим или длительным, как известные разливы Нила. Два главных влажных сезона — это с апреля по июнь (в результате таяния снегов) и с июля по сентябрь (в результате муссонов). Так, во время сезона муссонов вода в районе городов Варанаси и Аллахабад может подниматься на 15—16 м. Зимой уровень воды в реке снижается до минимума.
Общая водная масса реки очень велика, например, около Варанаси, на расстоянии 1224 км от устья рукава Хугли, даже в сухое время года Ганг имеет 430—440 м в ширину и до 12 метров глубины, а во время сезона дождей — 900—950 м шириной и до 20 метров глубины. Среднее количество воды, выносимое рекой в Бенгальский залив, оценивается в 12 000 м³/с (для сравнения, сток Ганга примерно в восемь раз больше, чем сток Днепра).
Река в течение всего года отличается очень мутной водой, что связано с содержанием в ней большого количества осадочных пород во взвешенном состоянии. Ежегодно в дельте откладывается около 180 млн м³ осадков, и этим определяется изменение цвета воды в Бенгальском заливе, которое бывает заметно уже на расстоянии 150 км от берега. Когда река возвращается в берега после сезонных разливов, она оставляет огромное количество ила, который обеспечивает чрезвычайное плодородие почв равнины.

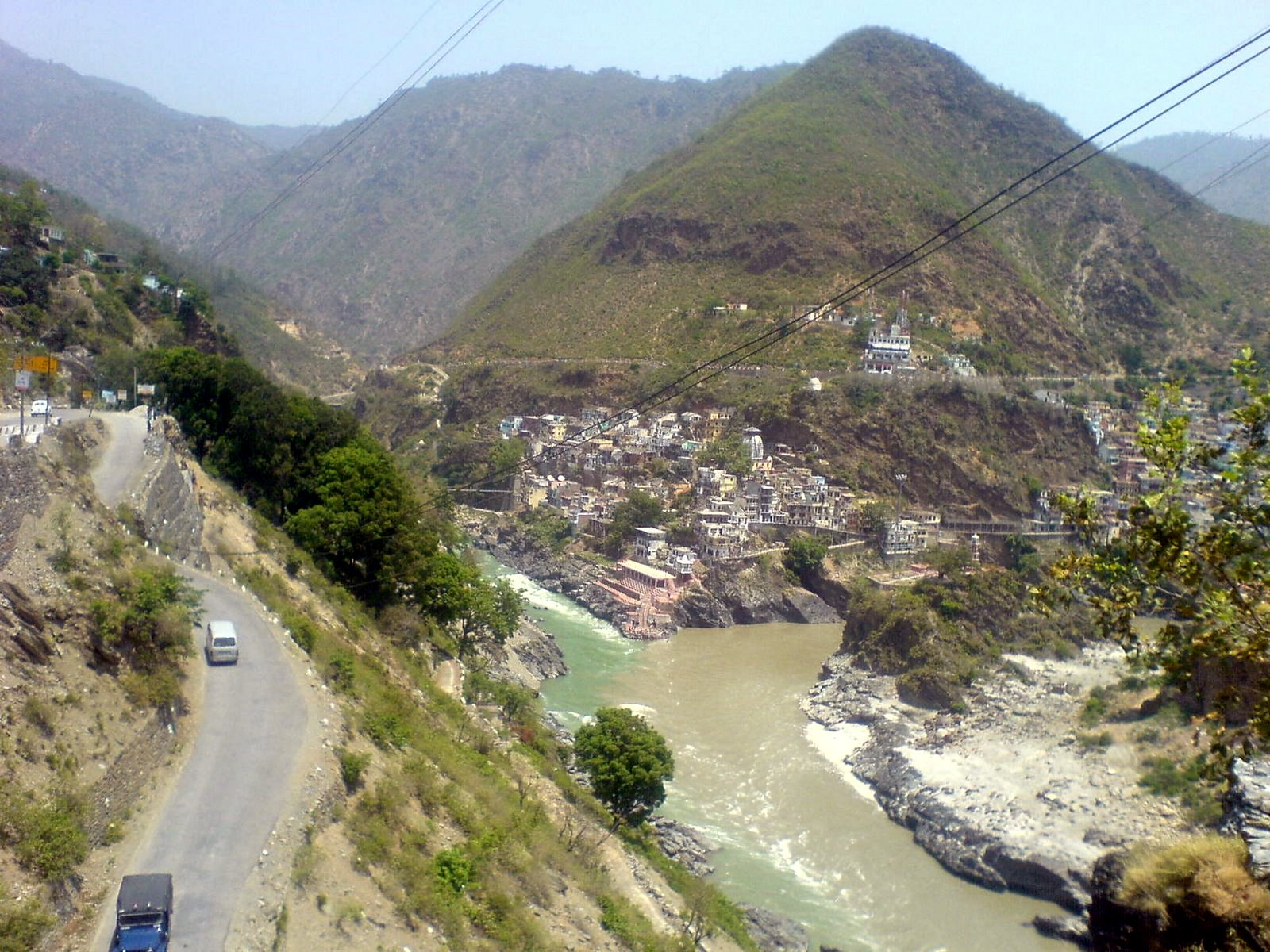
Место слияния рек Алакнанда и Бхагиратхи, которые формируют Ганг

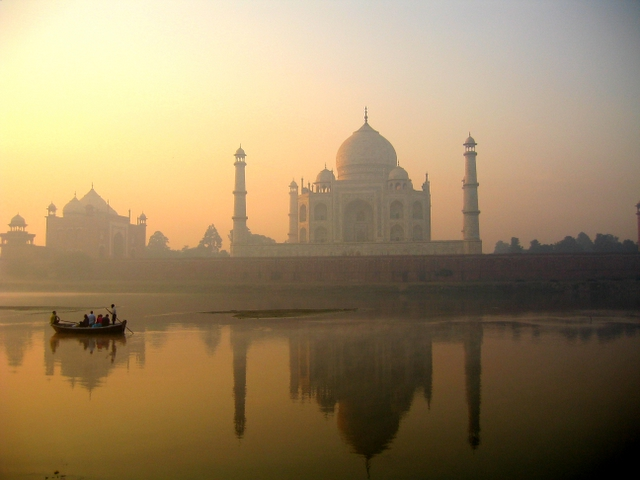
Мавзолей Тадж-Махал на берегу Джамны, Агра

### Притоки
Притоки Ганга различаются по своему типу и происхождению на несколько видов. Сначала это реки и ручьи, которые формируются в Западных Гималаях в районе ледника Ганготри:
- Бхагиратхи (главный исток реки);
- Бхиллангана (приток Бхагиратхи);
- Алакнанда (которая, сливаясь с Бхагиратхи, формирует Ганг).

От остальных притоков отличается крупнейший приток Ганга — река Джамна (Ямуна), которая также берёт начало в Гималаях и впадает в Ганг справа, до этого протекая через города Дели и Агра.
Значительные массы воды и ила попадают в Ганг в его среднем течении с левой стороны, куда впадают притоки, берущие начало в Гималаях. Из них наибольшие:
- Гомти (или Гомати);
- Гхагхара (или Карнал);
- Гандак;
- Коси (или Косе).

С правой стороны в Ганг впадают притоки, которые берут начало в горах Деканского плоскогорья (Индийское плато):
- Сон;
- Тамса (иногда Тонс);
- Карманаша (ранее Курманаза);
- Дамодар (приток рукава Хугли).

## География
Ганг условно делят на три части: верхнее течение (около 800 км, от истока до города Канпур), среднее (от Канпур до границы Индии с Бангладеш, примерно 1500 км по прямой) и нижнее (от границ Бангладеш до устья, около 300 км).

### Верхнее течение

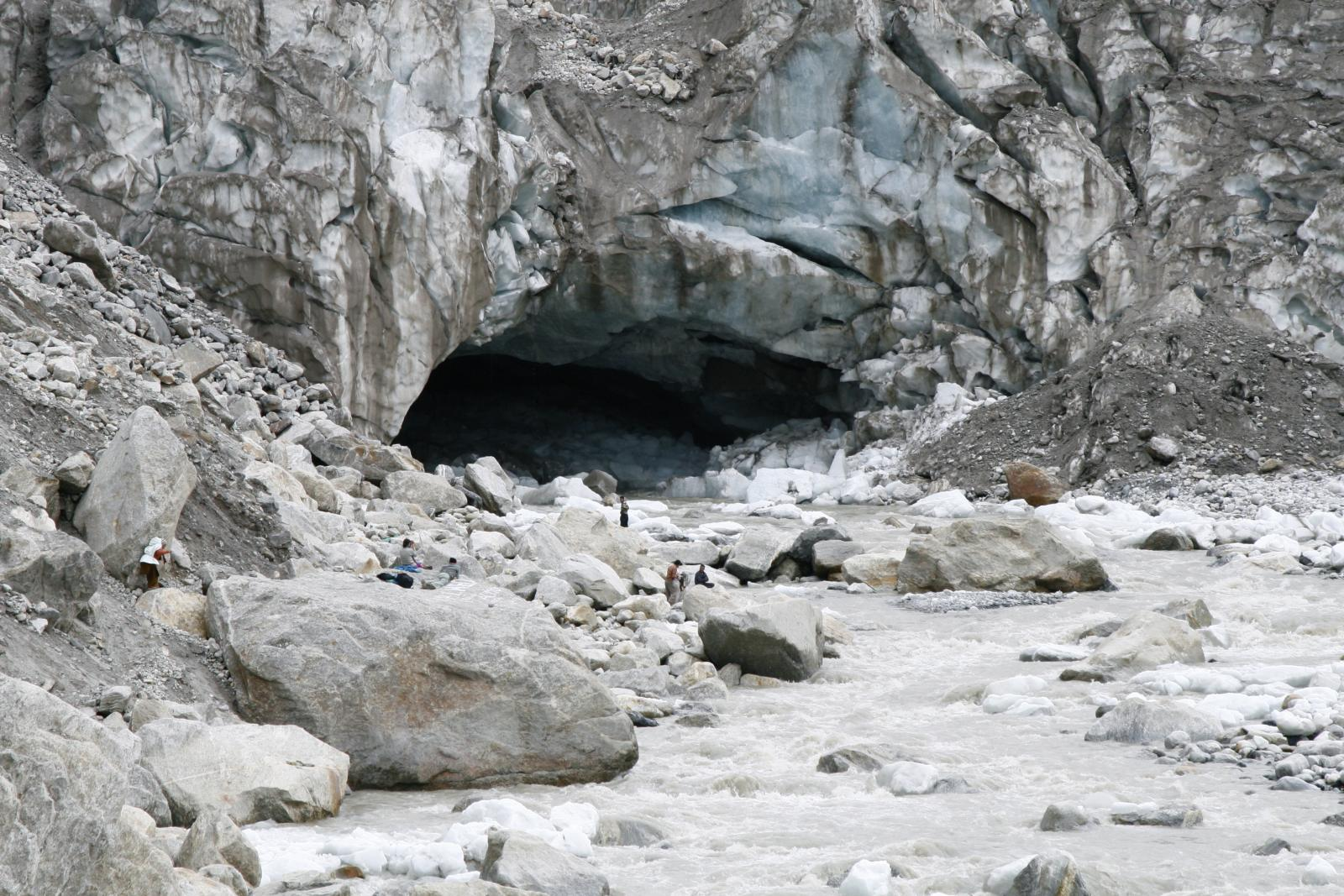
Гаумукх — исток реки Бхагиратхи из-под ледника Ганготри у селения Ганготри

Главным истоком реки является Бхагиратхи (не путать с одноимённым рукавом Ганга — Бхагиратхи), берущая своё начало в районе Гаумукх (название нижней части ледника Ганготри) в Гималаях на территории индийского штата Уттаракханд, на высоте 4023 метра над уровнем моря. У источника расположен одноимённое с ледником селение Ганготри — священное место проживания богини Ганги и важный центр паломничества индуистов.
Направляясь на северо-запад, Бхагиратхи принимает вблизи селения Бхайронгхати на высоте 2770 м бурный приток Джадх-Ганга (Джахнави), который ранее считался европейцами за исток Ганга. Далее река протекает через Нижние Гималаи на высоте 2478 метров и возле селения Девпраяг, на высоте 636 метров, соединяется с прозрачной Алакнандой, которая также берёт начало с гималайских ледников. С этого места река и получает название «Ганг». Высота истока — 449 м над уровнем моря.

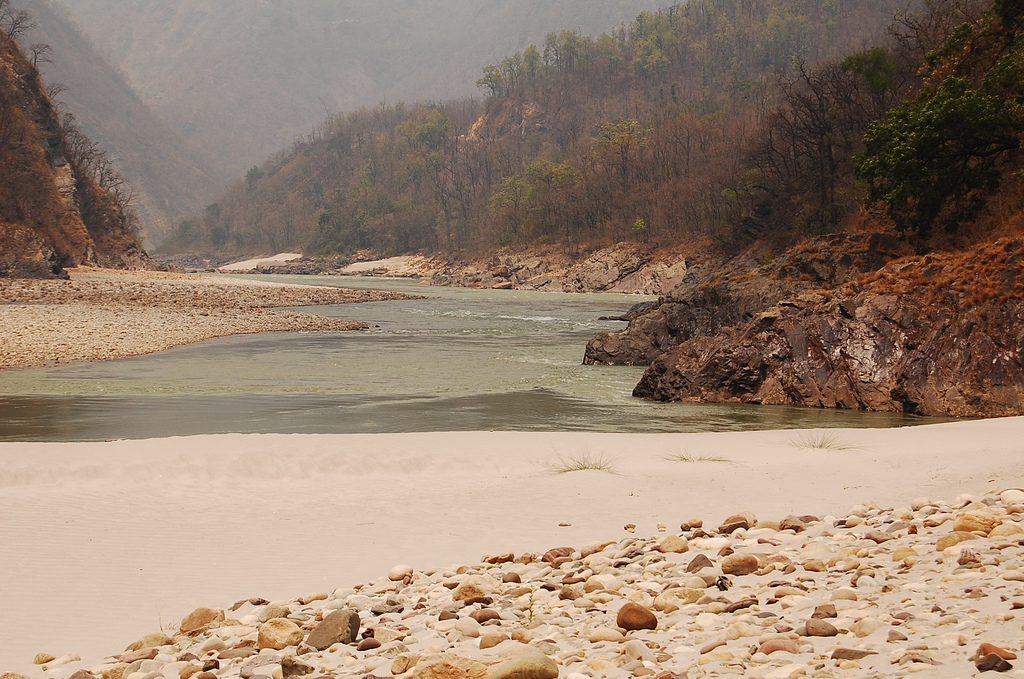
Ганг возле города Ришикеш в пределах Гималаев

Соединённые воды Бхагиратхи и Алакнанды протекают через цепь холмов Шивалик на высоте 403 метров у священного города Харидвар и, протекая через болотистую равнину Тера, выходят на огромную, чрезвычайно плодородную Индо-Гангскую равнину. В своём верхнем течении Ганг несётся бурным потоком преимущественно в южном направлении, а оставив позади горы, он становится спокойнее и поворачивает на юго-восток. Только на равнине река становится судоходной, хотя до строительства Гангского канала суда поднимались до территории современного парка Раджаджи.

### Среднее течение

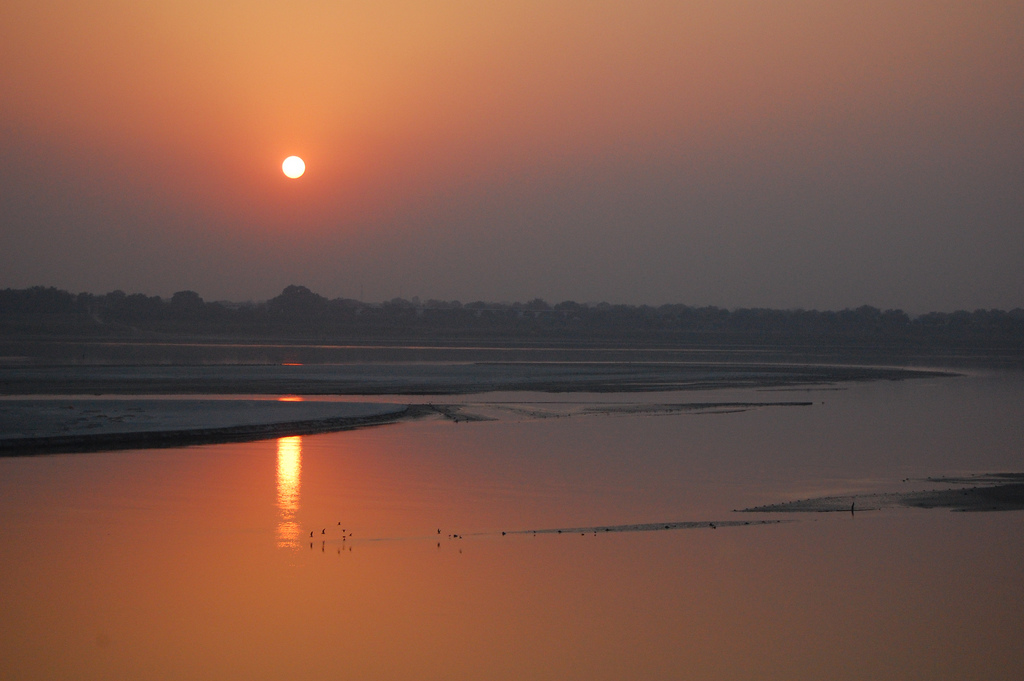
Ганг перед городом Аллахабадом

В среднем течении Ганг замедляет своё движение, направляясь в океан в юго-восточном направлении, образуя многочисленные извилины, возле которых расположены крупные города: Канпур, Аллахабад, Мирзапур, Варанаси, Патна, Бхагалпур (Индия), Раджшахи (Бангладеш) и другие. Хотя по прямой линии длина этого участка 1529 километров, но через изгибы длина русла составляет в действительности 2597 километров. Не доходя до Каннауджа, Ганг с левой стороны принимает большой приток Рамгангу. Далее, у Аллахабада, в Ганг справа впадает его главный приток — Джамна (Ямуна), — которая вместе с Гангом (по легенде также и с Сарасвати) образуют так называемый Тривени-Сангам, священный для индуистов, и своими кристально-чистыми водами расширяет русло грязно-жёлтого Ганга до 800 метров. В результате значительного отбора гангской воды, Джамна несёт в среднем примерно в полтора раза больше воды, чем Ганг перед слиянием, поэтому по формальным гидрологическим правилам далее по течению река должна называться Джамна, но из-за глубоких традиций и верований вопрос о переименовании существующего названия не ставится. По Аллахабаду в Ганг впадают: слева Гомти, справа Тамса и Карманаша, а чуть выше Патны — слева Гхагхра, справа Сон, а напротив Патны, возле Хаджипура, — большой приток Кали-Гандаки.

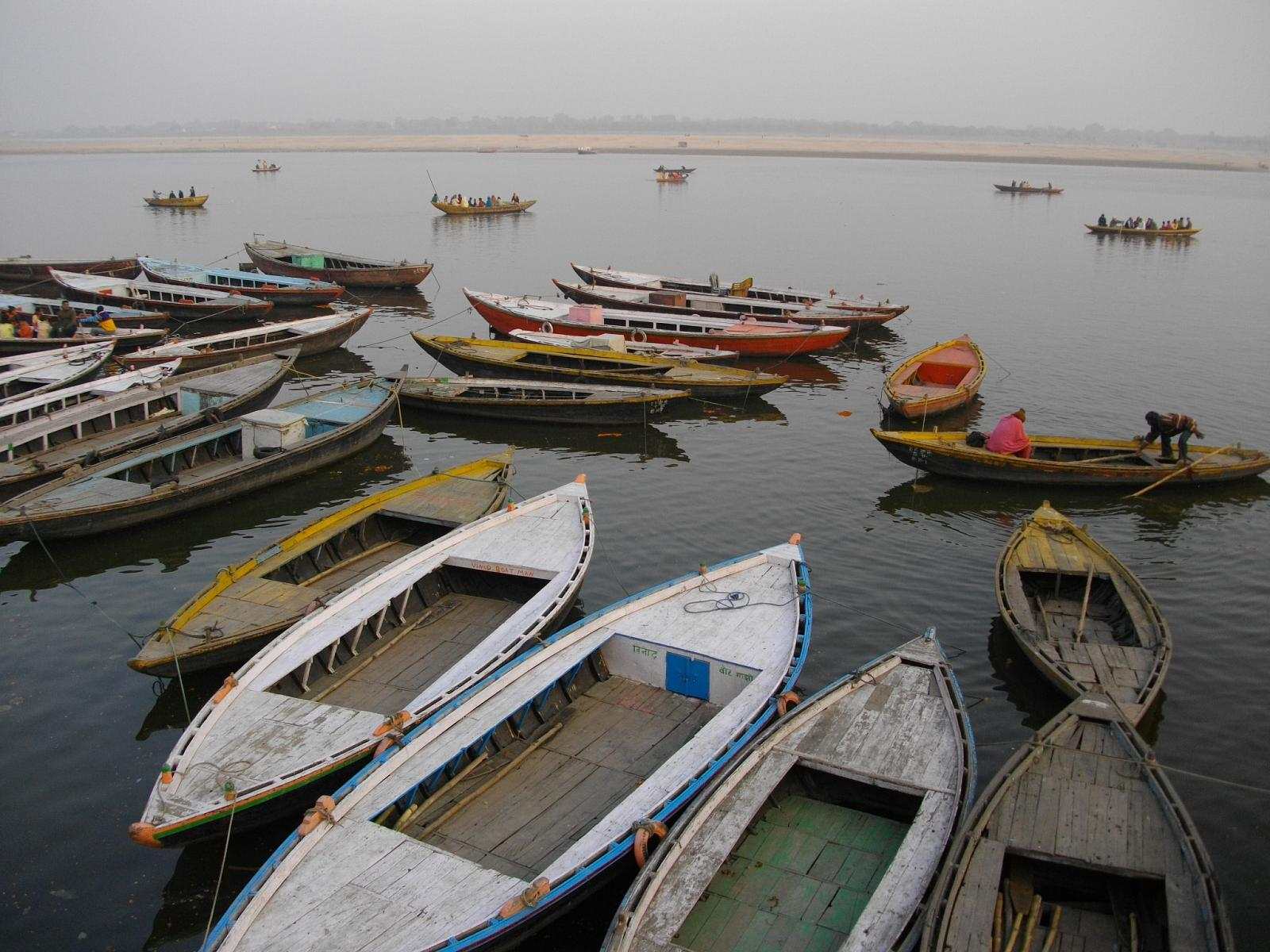
Лодки на Ганге в районе Варанаси

Наконец, ниже Бхагалпура, Ганг принимает в себя многоводную Коси, спускающаяся непосредственно с Гималайских гор. Достигнув в своём срединном течении ширины 1500 метров при глубине не более 10 метров, Ганг круто поворачивает на юго-восток, попадая на наиболее плоскую западную часть Индо-Гангской равнины. Здесь начинается его нижнее течение, где он разветвляется на рукава дельты. Вблизи Сахебганджа влево отходит огромный рукав Бхагиратхи, а главное русло Ганга получает с этого места название Падма. Через 100 км дальше по течению от Падмы отделяется ещё один крупный рукав, Джаланги.

### Нижнее течение и устье реки

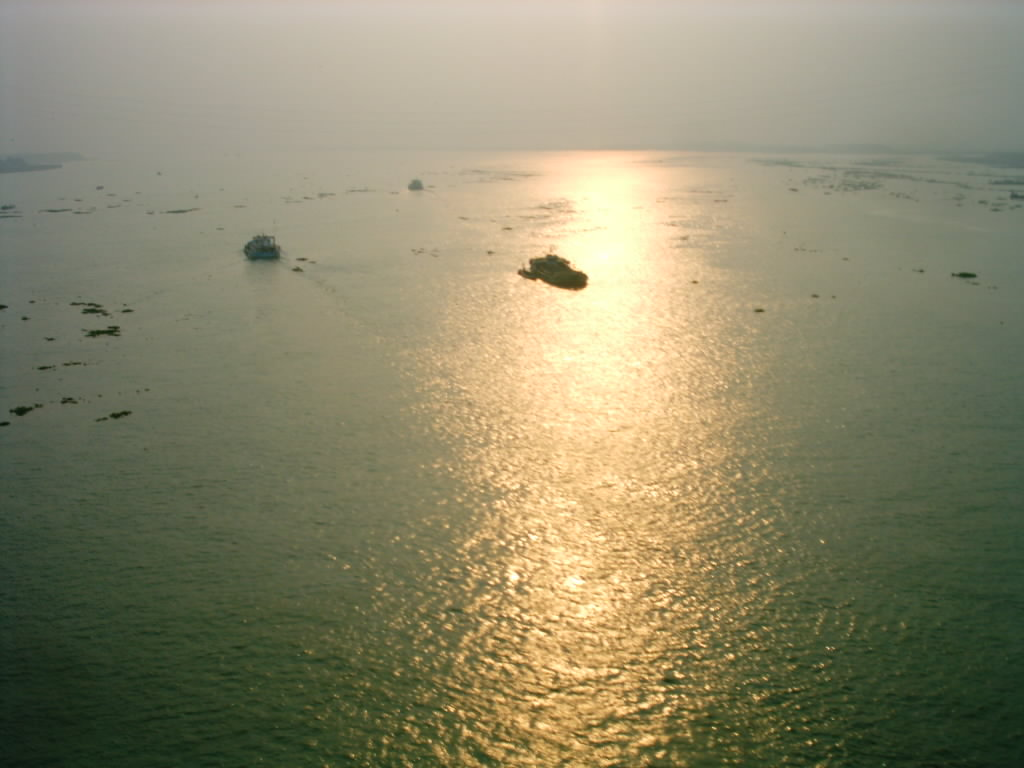
Рукав Мегхны в дельте

Пройдя по низине 160 км, рукава Бхагиратхи и Джаланги соединяются в один общий рукав Хугли, на котором расположен город Калькутта. После соединения с рекой Дамодар возле города Чанданнагар, Хугли становится доступен для морских кораблей, а близ острова Сагар, ниже Калькутты, впадает в Бенгальский залив. Отдав часть воды в рукав Хугли, Падма, главный рукав Ганга, продолжает своё движение на юго-восток и, распадаясь на мелкие рукава (Мартабангу, Гуру, Чундну), принимает в себя слева большой приток Махананду, а возле городка Раджбари соединяется с Джамуной, мощным рукавом ещё одной священной для бенгальцев реки — Брахмапутры.

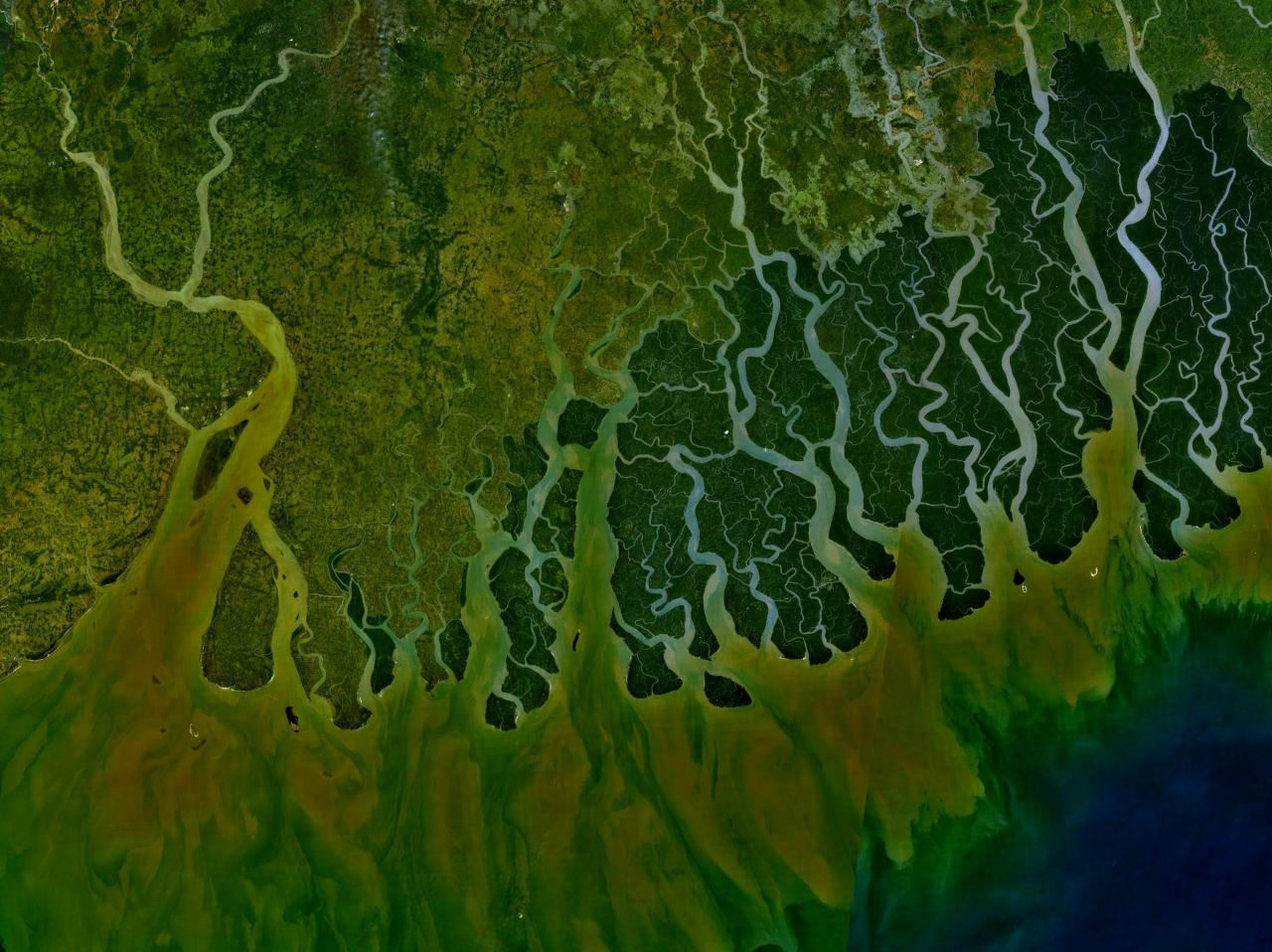
Дельта Ганга

Соединённые воды обеих рек изливаются в Бенгальский залив, сливаясь с Мегхной. Начиная с Раджбари наблюдается настоящая дельта Ганга и Брахмапутры, самая сложная и самая большая на земном шаре, подверженная постоянным изменениям. Участок земли между Хугли и Мегхной носит название Сундарбан. Это лабиринт из топей, рек, рукавов и бухт вдоль Бенгальского залива длиной в 265 км и шириной в 350 км, разделённых неожиданно возникающими и зачастую столь же быстро исчезающими илистыми и песчаными островами, покрытыми огромными лесными массивами, частично затапливаются наводнениями и морскими приливами, которые оставляют на островах слои ила и остатки смытых животных и растений.
Дельта Ганга делится на восточную (более активную) и западную (менее активную) части. Сундарбан, крупнейший регион мангровых лесов в мире, является частью дельты Ганга. Дальше от береговой линии, в глубине континента, дельта очень быстро высыхает после наводнений, образуя плодородную часть Бенгалии. Сейчас она почти полностью используется для нужд сельского хозяйства, а последние необитаемые участки покрыты роскошной, почти непроходимой растительностью. Несмотря на риски наводнений, цунами и тропических циклонов (так в 1961 и 1991 годах от этих природных явлений погибло более 700 тысяч человек) в дельте Ганга продолжают проживать свыше 145 миллионов человек.

## Флора и фауна

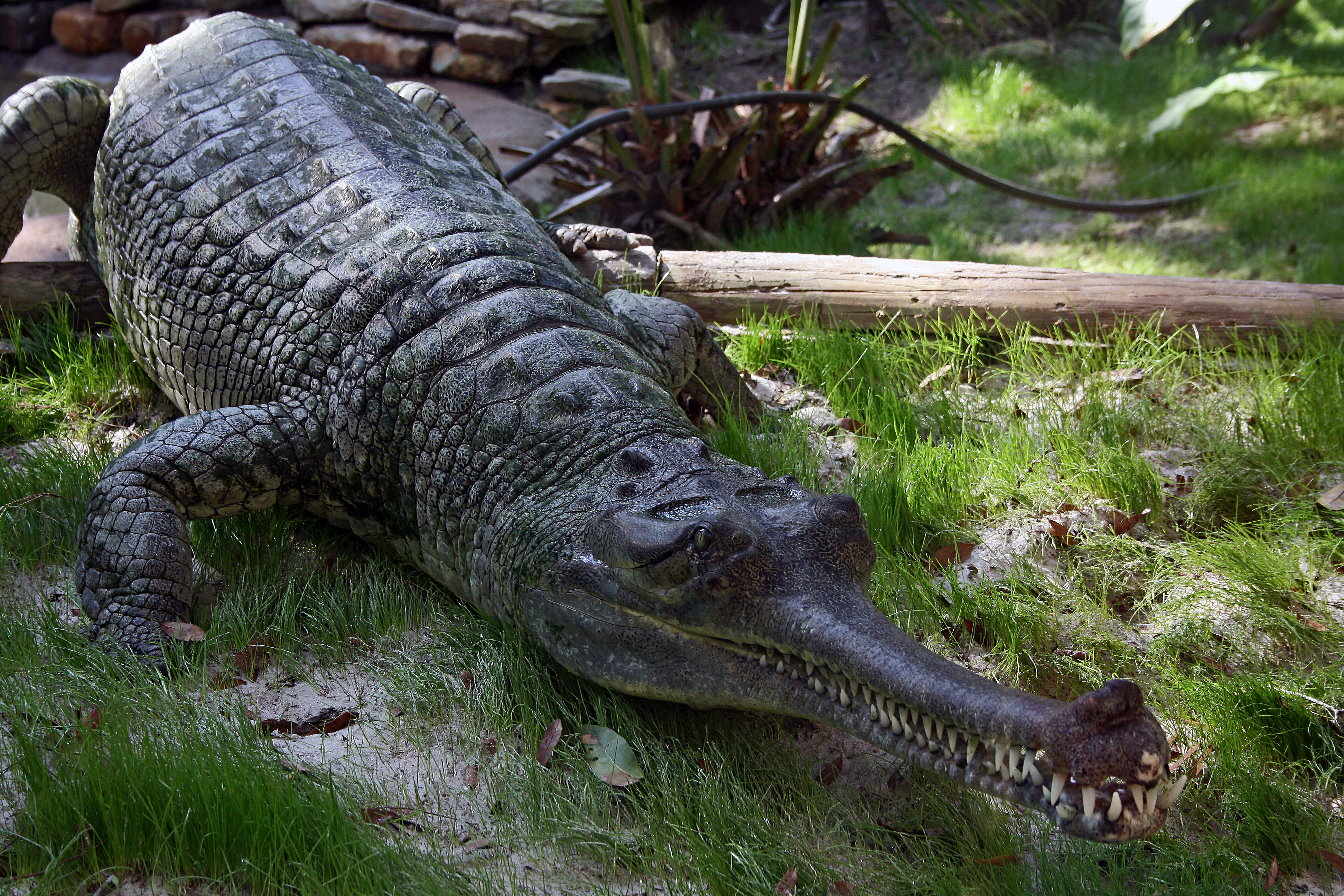
Гавиал

Как известно из исторических свидетельств, долины Ганга и Джамны были покрыты густыми лесами, ещё в XVI—XVII веках здесь оставались значительные нетронутые участки. В этих лесах водились слоны, буйволы, носороги, львы, тигры. Прибрежная зона Ганга привлекала спокойной и благодатной средой множество разновидностей водоплавающих птиц, по меньшей мере 140 видов рыб, 35 видов пресмыкающихся и 42 вида млекопитающих.
На этой территории и сейчас распространены редкие виды животных, находящиеся сейчас под защитой — бурый медведь, лисица, леопард, снежный барс, несколько видов оленей (в том числе пятнистый олень), кабарга, дикобраз и другие. Также здесь распространены бабочки и другие насекомые разнообразных цветов.

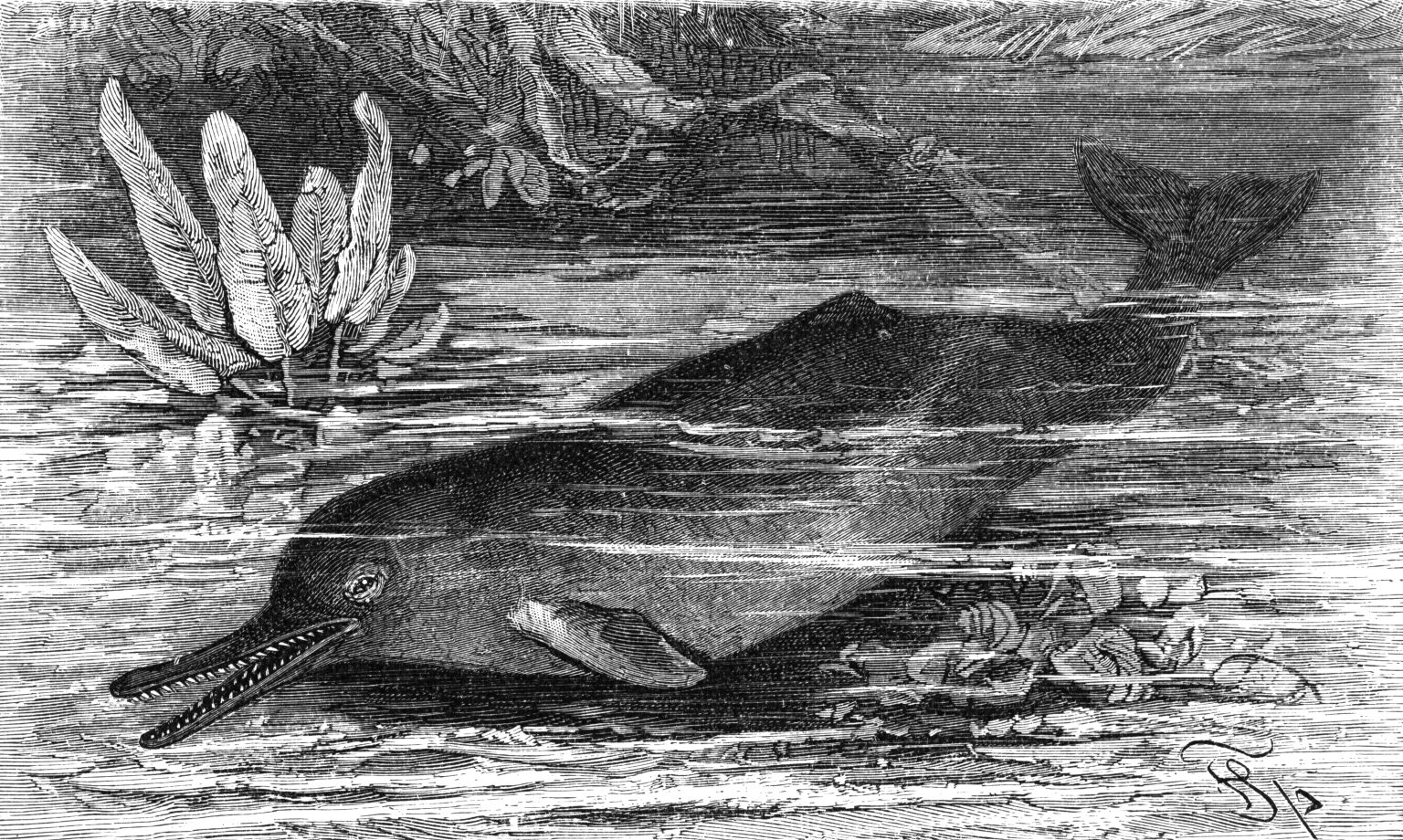
Гангский речной дельфин

Из-за повышения демографического давления со стороны людей, вся фауна медленно перемещалась из долины Ганга к остаткам лесов. На Индо-Гангской равнине можно иногда встретить оленей, кабана, дикого кота, волка, многие виды лисиц. В реке встречаются пресноводные дельфины двух видов, речная и гангская акулы и другие пресноводные рыбы.
Больше всего биоразнообразия сохранилось в устье реки, на стыке с Бенгальским заливом в районе Сундарбан, где всё ещё распространено очень много форм малоизученной и редкой флоры, а также обитает жемчужина животного мира региона — бенгальский тигр. Типичные рыбы этого района включают нотоптерид (Notopteridae), карповых (Cyprinidae), лягушковый клариевый сом (Clarias batrachus), ползающих Гурама (Anabantidae) и ханос (Chanos chanos).

## Политическая география и население

### Этнический и религиозный состав населения
Общая численность населения бассейна Ганга по состоянию на 2001 год составляла около 500 млн человек, проживающих на территории Индии, Непала и Бангладеш, а небольшое количество также в КНР и Бутане. Обычно разделения на этнические группы здесь не проводится, этническая принадлежность (за исключением меньшинств) не является частью переписей, а отдельные группы обычно определяются по лингвистическим и религиозным признакам.
Население бассейна Ганга смешанного происхождения. В западной и средней частях жители преимущественно являются потомками древних дравидских народов, к которым позднее присоединились носители индоарийских языков. В исторические времена к ним присоединились тюрки, монголы, афганцы, персы и арабы. На востоке и юге, особенно в Бенгалии, дравиды смешивались с индоарийцами и носителями тибето-бирманских языков. Европейцы, прибывшие последними, составляют незначительную часть населения.
В целом жители бассейна реки разговаривают на нескольких десятках языков, большинство из которых индоарийской группы, и более чем на 200 диалектах этих и других языков. Наиболее распространёнными из этих языков является хинди (51—61 %), бенгальский (25 %, преимущественно в Бенгалии), урду (6 %), майтхили (3 %, преимущественно в Непале и Бихаре), непальский (3 %, преимущественно в Непале), панджаби (0,7 %), бходжпури (0,4—7,5 %), тхару (0,3 %), тамангский (0,3 %), ория (0,3 %), магахи (0—2,3 %, в Бихаре), мунда и английский. Английский, хотя и не входит в опубликованные данные переписей, является очень распространённым вторым языком населения и применяется в письменности.
Среди жителей региона большинство индуисты, около 75 %, другую крупную религиозную группу составляют мусульмане, которых около 23 %, из них примерно треть живёт в Бангладеш, где они составляют подавляющее большинство. Меньшими религиозными группами являются буддисты (0,8 %), сикхи и христиане (по 0,5 %), джайны (0,1 %). Малыми, но культурно важными группами являются анимисты (среди адиваси) и зороастрийцы.

### Политическая география
Река Ганг течёт преимущественно по территории Индии, лишь незадолго до впадения в Бенгальский залив проходит по территории Бангладеш. На территории Индии река протекает по территории штатов Уттаракханд, Уттар-Прадеш, Бихар, Джаркханд (на границе) и Западная Бенгалия. На территории Бангладеш главный рукав реки, Падма, служит границей областей Раджшахи и Кхулна, а затем протекает по области Дакки; области Кхулна и Барисал полностью входят в дельту реки, а области Раджшахи, Дака и Читтагонг — частично. К бассейну реки относится и территория Непала, поскольку практически все реки, берущие начало из Гималаев на территории этой страны, текут в направлении гангской долины и являются притоками Ганга.

### Города на берегах Ганга

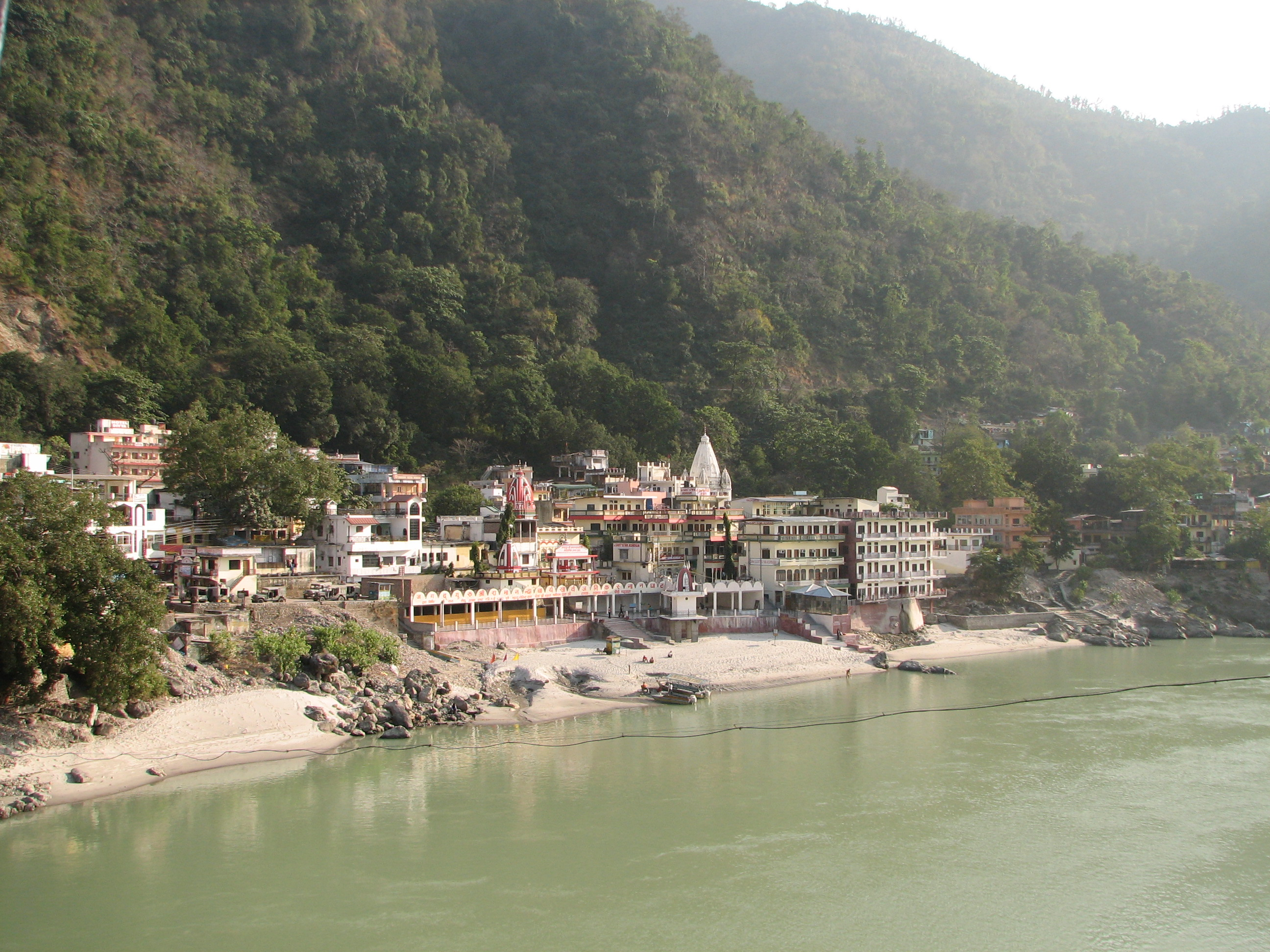
Ришикеш

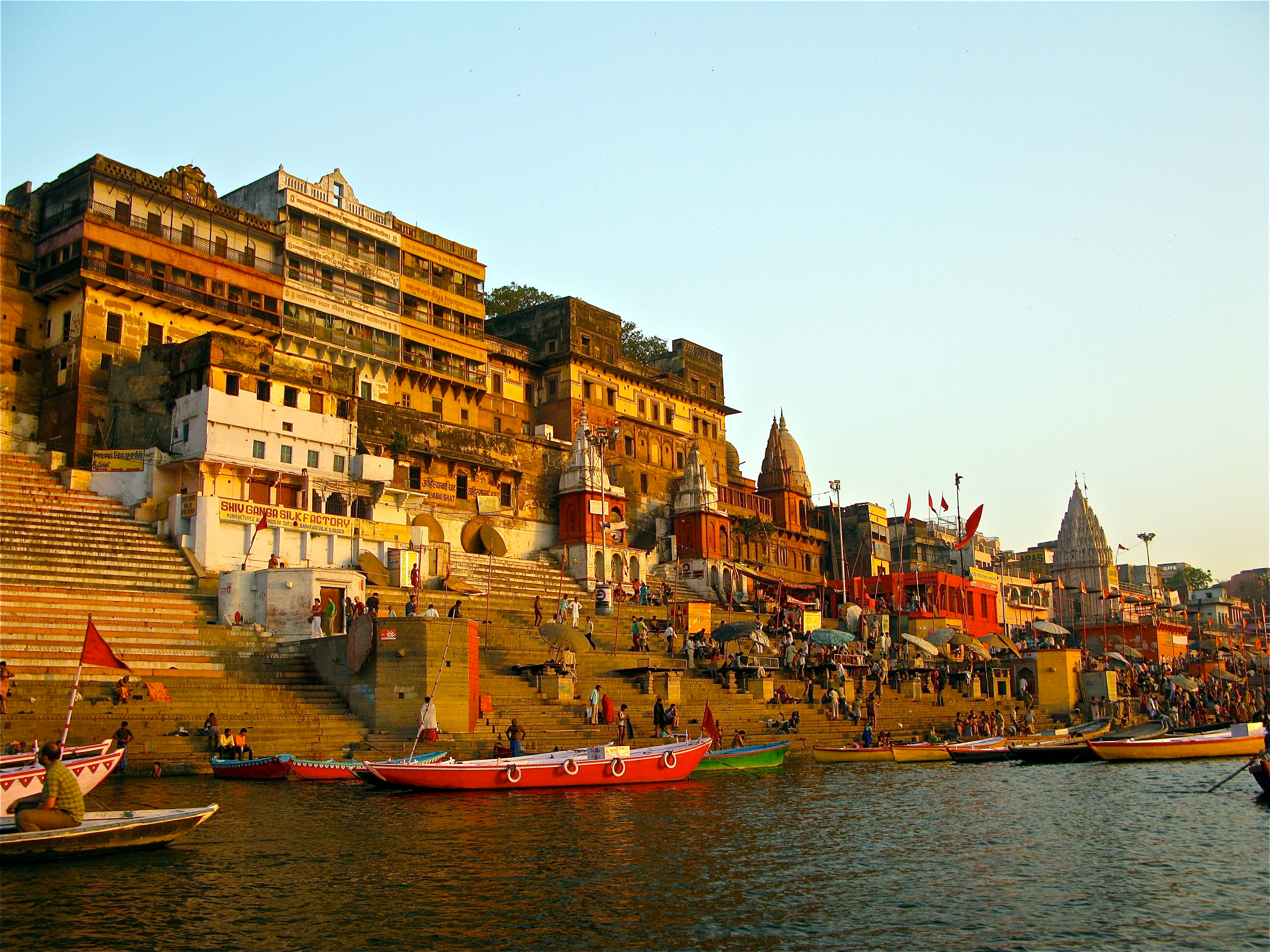
Варанаси

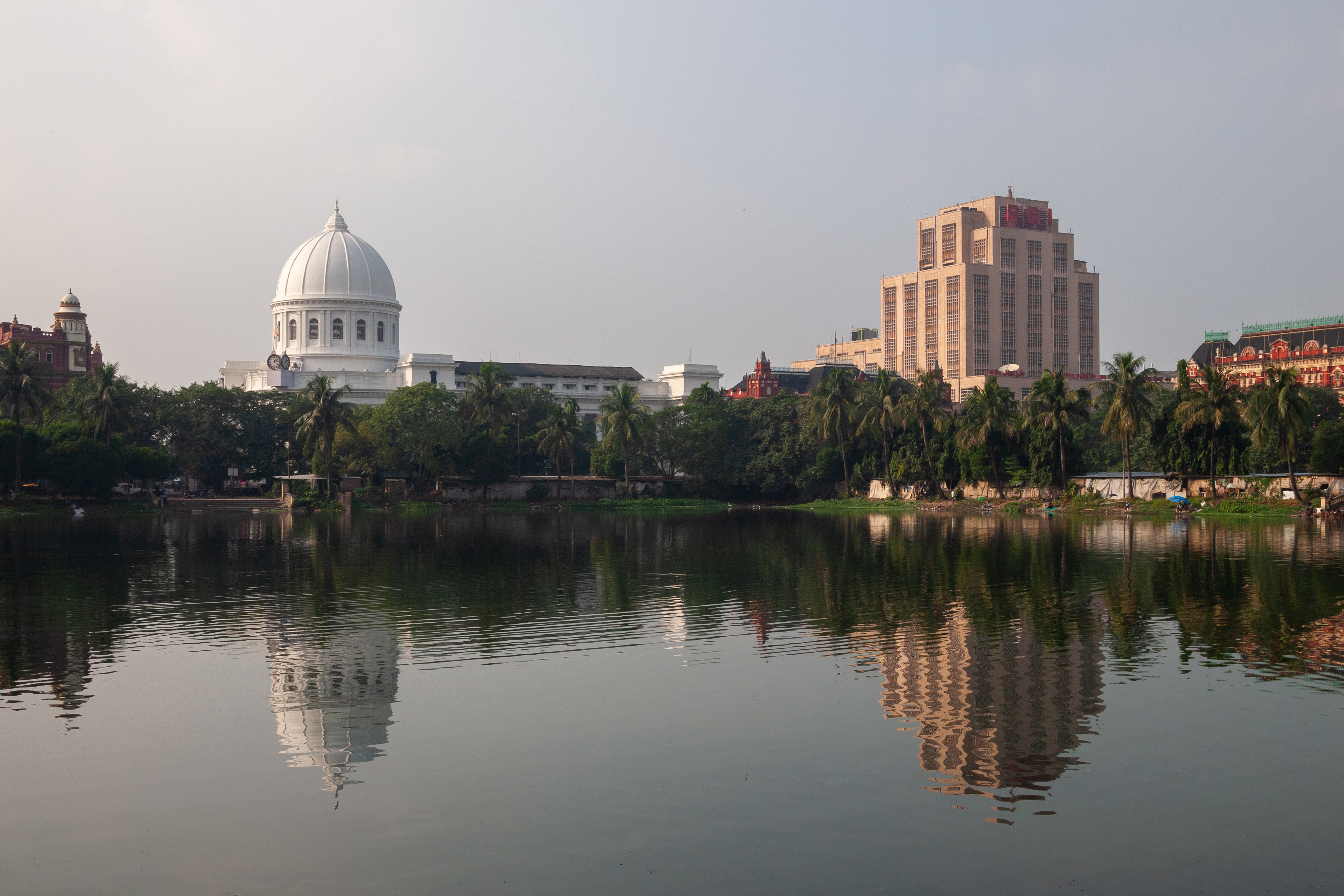
Колката

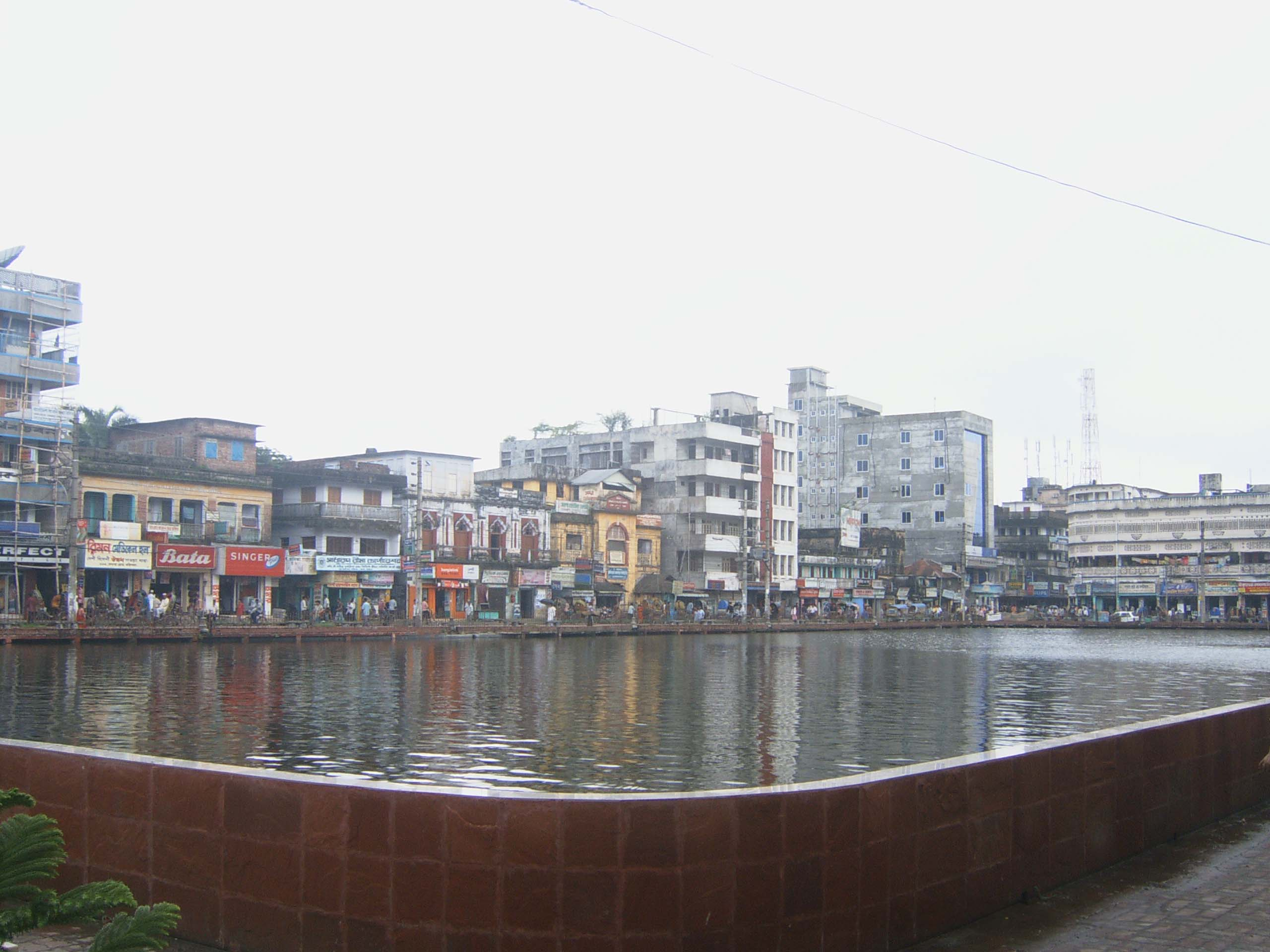
Барисал

Долина Ганга является одним из самых густонаселённых мест на нашей планете. Ниже приведены наиболее крупные из городов, расположенных непосредственно на реке. Список отсортирован вдоль течения, за исключением дельты (в штате Западная Бенгалия и в Бангладеш). Большая часть Западной Бенгалии и почти треть территории Бангладеш входят непосредственно в бассейн Ганга. Указанные в списке города расположены преимущественно на рукавах Хугли и Падма (главном русле), а также на многочисленных небольших протоках. В скобках указано население по данным переписи 2001 года для Индии и оценка по состоянию на 2000—2008 год для Бангладеш.
- Индия:
  - Штат Уттаракханд:
    - Ришикеш (59 600)
    - Харидвар (175 100)

  - Штат Уттар-Прадеш:
    - Фаррукхабад (227 876)
    - Каннаудж (71 530)
    - Канпур (4 167 999)
    - Аллахабад (1 215 348)
    - Мирзапур (205 264)
    - Варанаси (1 100 748)

  - Штат Бихар:
    - Ара (203 395)
    - Чхапра (178 835)
    - Данапур (158 488)
    - Патна (1 697 976)
    - Мунгер (187 311)
    - Бхагалпур (350 133)

  - Штат Джаркханд:
    - Маленький штат, крупных городов нет.

  - Штат Западная Бенгалия:
    - Джангипур (74 464)
    - Бахарампур (160 168)
    - Кришнанагар (139 070)
    - Барасат (237 783)
    - Барракпор (144 331)
    - Калькутта (5 080 519)
    - Алипор
    - Хаура (1 007 532)
    - Халдия (170 256)
- Бангладеш:
  - Города:
    - Раджшахи (472 775)
    - Кхулна (855 650)
    - Барисал (210 374)
    - Джессор (243 987)
    - Пабне (138 000)
    - Чандпур (94 821)

## История

### Древний мир
Во времена ранней ведийской цивилизации Ганг не имел большого значения, а главными реками Риг-веды были Инд и легендарная Сарасвати. Но уже поздние Веды стали уделять Гангу гораздо больше внимания, что подтверждается многочисленными упоминаниями о нём.
Вероятно, первым среди представителей западной культуры эту реку вспомнил Мегасфен в своей рукописи «Индика»:

«Индия имеет много рек, больших и судоходных, начинающиеся с северных гор и пересекающих страну, и большинство из них, объединяясь вместе, впадают в реку, называемую Гангом. Эта река, шириной до 30 стадий, течёт с севера на юг, и впадает в океан в государстве Гангаридаи, имеющем большую армию из слонов».

### Средневековье
Исторически Индо-Гангская равнина была центром многочисленных цивилизаций Индии, которые сменяли друг друга. На берегах Ганга находился центр империи Маурьев, в частности её царя Ашоки, столицей империи был город Патлипутра (сейчас Патна). Каннаудж, опять же на берегу Ганга, был центром империи Харши, которая в VII веке охватывала всю Северную Индию. Центрами империи Великих Моголов были Агра и Дели, расположенные на берегах главного притока Ганга — Джамны. Во время господства мусульман их власть распространилась на всю длину реки, включая Бенгалию. Другими центрами власти мусульманских государств были города в дельте Ганга — Дака и Муршидабад.

### Новое и новейшее время

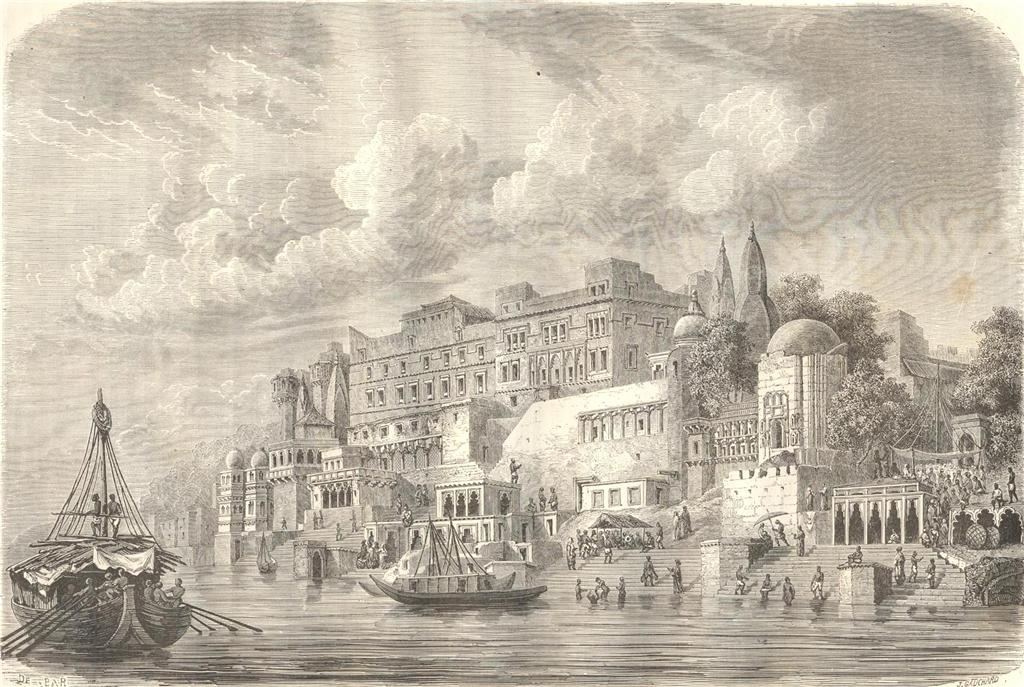
Бенарес (Варанаси) в 1861 году

Новейшая история Ганга связана прежде всего с британским господством. Ост-Индская компания основала город Калькутта (сейчас Колката) на берегах рукава Хугли в конце XVII века и постепенно распространила своё влияние на всю территорию долины Ганга, достигнув Дели в начале XIX века. В 1848 году компания была реорганизована в Британскую Индию, царившую по всему течению Ганга и большей части его бассейна до обретения Индией независимости в 1947 году.
В результате раздела Британской Индии бо́льшая часть реки отошла к Индии, а часть её дельты — Пакистану. С 1971 года бенгальские территории Пакистана отделились в результате войны за независимость с образованием независимого государства Бангладеш.

## Хозяйственное использование

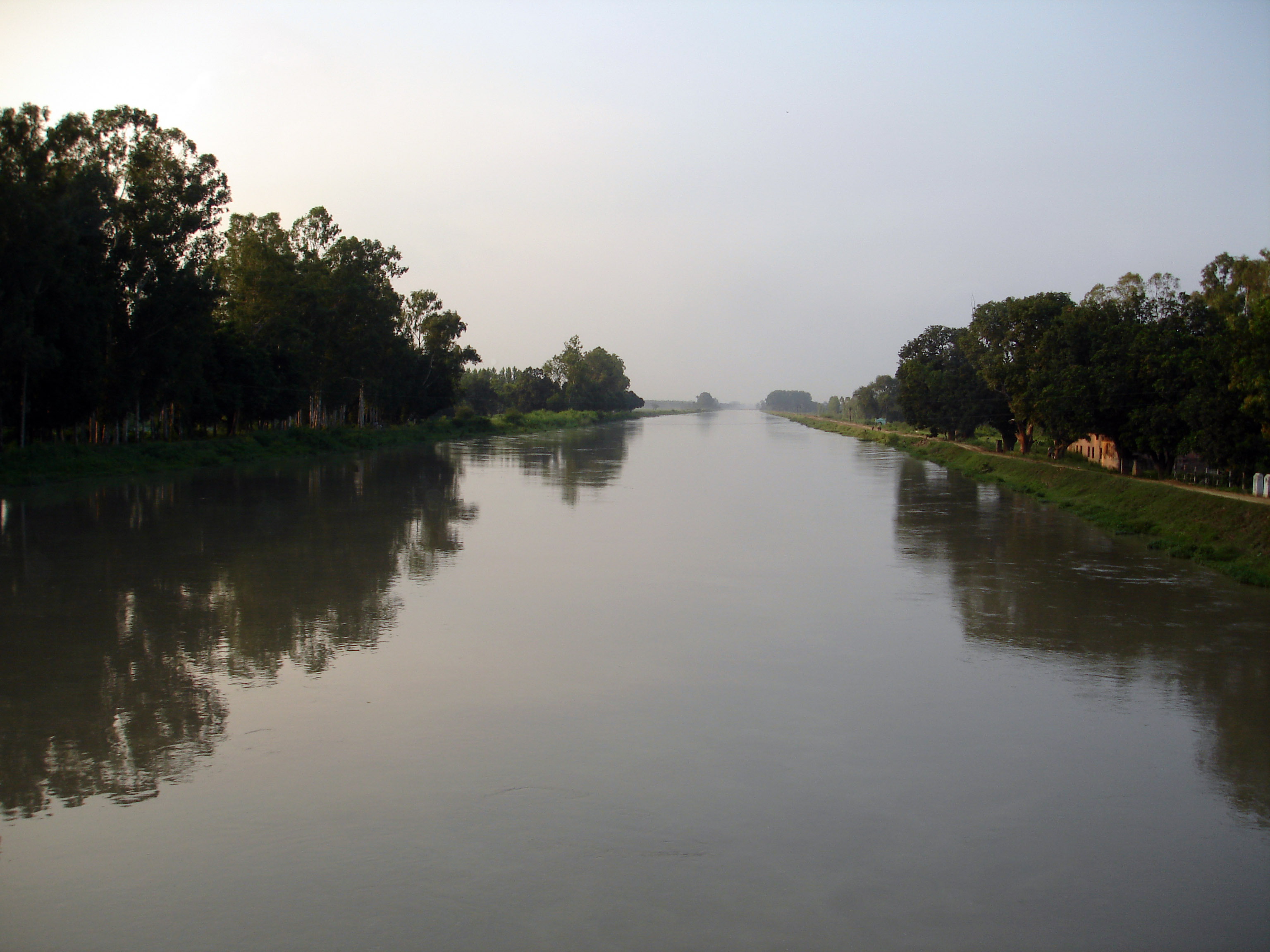
Гангский канал

Река Ганг активно использовалась проживающим вдоль неё населением с давних времён. Она имела важное транспортное значение — по ней перевозились войска крупных индийских империй, таких как империя Великих Моголов или Британская Ост-Индская компания. Но главным её значением было: религиозное для индуистов и хозяйственное для всех народов и религиозных групп, обитающих вдоль реки.

### Сельское хозяйство и рыболовство

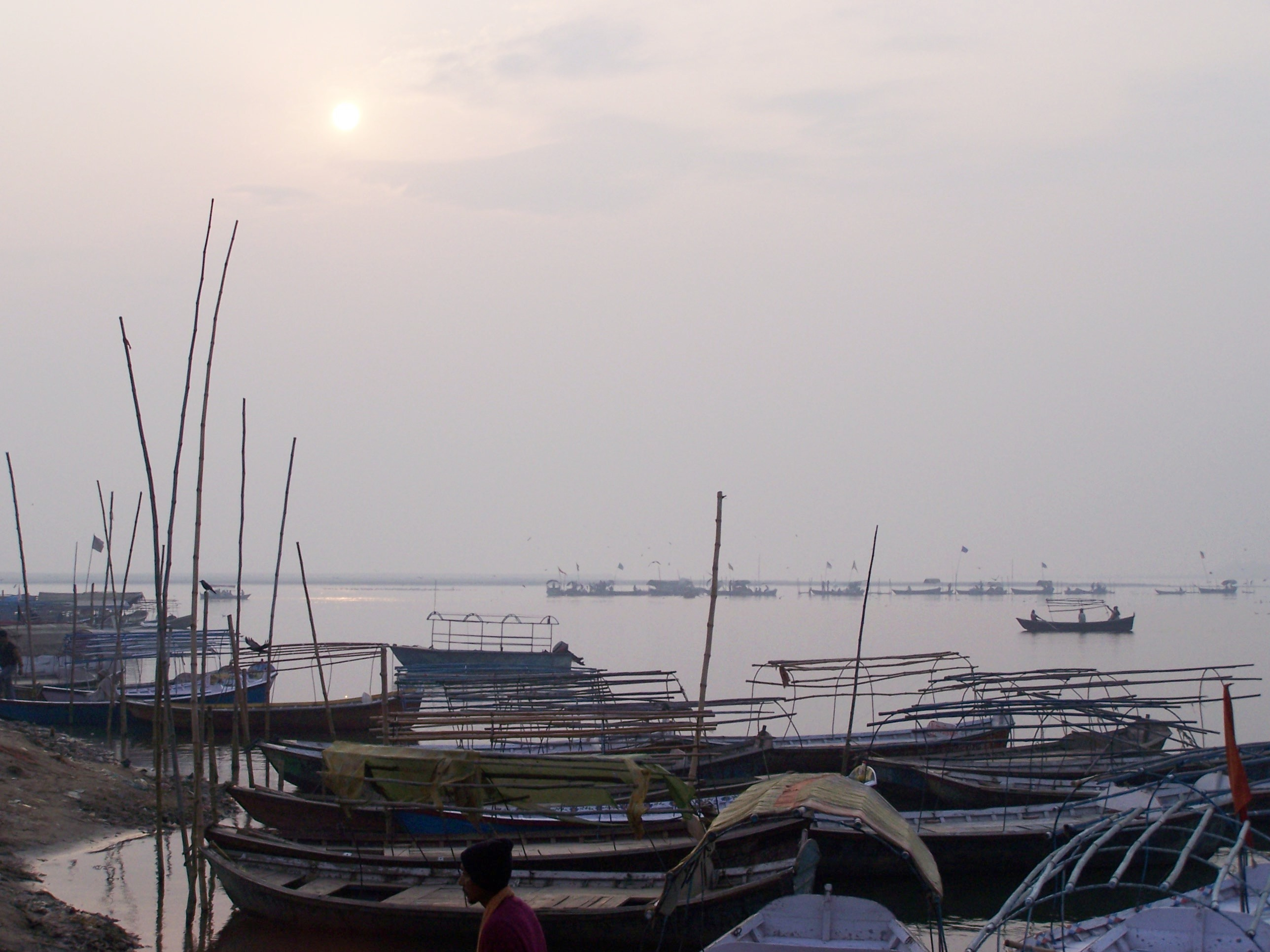
Рыболовные лодки в Тривени-Сангам

Вода из реки широко используется населением для бытовых нужд. Огромный её объём забирается на промышленные объекты всего региона. Ещё большее количество воды используется для орошения сельскохозяйственных угодий. Ганг со своими притоками благодаря плодородной почве Индо-Гангской равнины играет важную роль в экономике Индии и Бангладеш, обеспечивая водой для орошения огромные территории этих стран. Главные культуры, выращиваемые в этом регионе — рис, сахарный тростник, чечевица, масличные культуры, картофель и пшеница. Вдоль берегов реки, вблизи болот и озёр, на плодородных почвах выращивают ещё и бобы, перец, горчицу, кунжут и джут.
Для орошения угодий региона Доаба между реками Ганг и Джамна, правительством Британии в 1848 году был построен протяжённый Гангский канал (или Верхний Гангский канал) длиной в 1305 км. В 1878 году было открыто продолжение этого канала — Нижний Гангский канал. Сейчас Гангский канал идёт от города Харидвар на юг в город Алигарх, где он разветвляется на 2 рукава, в города Канпур и Етавах, соответственно. Первая ветка идёт примерно вдоль Ганга, вторая — вдоль Джамны в городок Хамирпур.

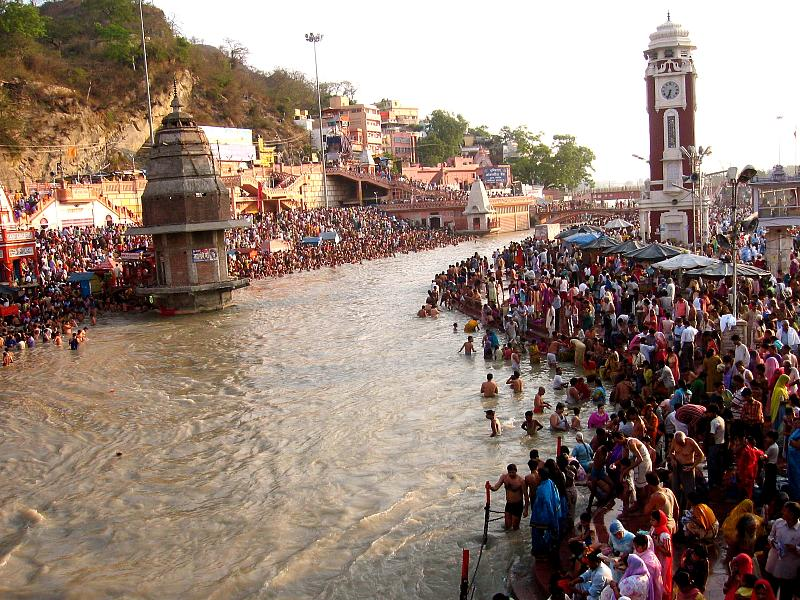
Фестиваль в Харидваре

Река Ганг традиционно была богата рыбой, крокодилами-гавиалами и местным видом гангских мягкопанцирных черепах. Несмотря на сокращение численности этих животных в наше время, все они вылавливаются и употребляются в пищу населением прибрежных территорий. Наиболее развито рыболовство в устье реки, где построена разветвлённая сеть рыбоперерабатывающих заводов. Много возможностей для рыбалки есть и вдоль реки, хотя там остаётся проблема высокого уровня загрязнения воды и, как следствие, сокращение популяции рыбы.

### Паломничество и туризм
Туризм является другой сопутствующей, а зачастую и основной деятельностью населения региона. Главным типом туризма является паломничество, обслуживание которого составляет значительную часть экономики священных городов (Харидвар, Аллахабад и Варанаси) в центральных районах и, в меньшей степени, в верховьях реки. Пороги реки Ганг в её верховьях (от Ганготри до Ришикеша) также являются популярным местом рафтинга, что привлекает в летние месяцы сотни любителей активного отдыха.

### Судоходство

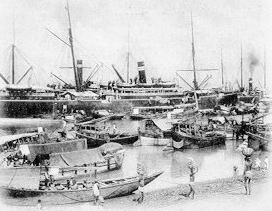
Суда в рукаве Хугли, 1905 год

В древние времена Ганг и некоторые его притоки, особенно на востоке, были важными торговыми путями. Согласно Мегасфену, эти реки уже были судоходными в IV веке до н. э. и оставались таковыми до XIV века. Введение колёсных пароходов в XIX веке даже увеличило транспортное значение реки, стимулируя производство индиго в Бихаре и Бенгалии. Между городами Калькутта и Аллахабад началось регулярное сообщение, суда поднимались даже выше по Джамне, в Агру. Небольшие суда поднимались по Гангу к внутренним районам Уттаракханд.
Однако, во второй половине XIX века эти водные пути стали приходить в упадок. Большую роль сыграло увеличение отбора воды для нужд сельского хозяйства, особенно, из-за строительства Гангского канала в середине века. Кроме того, свою роль сыграло и развитие железных дорог, которые начали заменять собой водные пути. Выше Аллахабада использование водного транспорта сейчас прекращено, за исключением мелких частных лодок.
Западная Бенгалия и Бангладеш все ещё продолжают использовать водный транспорт для вывоза джута, чая, зерна и других продуктов сельского хозяйства. Главные речные порты на реке Ганг и её рукавах — Монгла, Барисал, Чандпур и Гоалундо-Гхат в Бангладеш и Калькутта в Индии. Раздел Британской Индии на Индию и Пакистан (Бангладеш) привёл к исчезновению водных торговых путей из Ассама в Калькутту.
В Бангладеш водный транспорт контролируется администрацией внутреннего водного транспорта, в Индии — центральным советом внутреннего водного транспорта. Эти организации пытаются поддержать состояние водных путей на хорошем уровне. К системе этих путей относится около 1600 км рек в бассейне Ганга.
В 1976 году была построена плотина Фаракка, отклонившая часть вод в рукав Хугли. Целью проекта было возвращение воды в Калькутту, так как за прошедшие века вода начала попадать в восточные районы дельты и вызвало заиление пролива. Из-за этого только малотоннажные пароходы могли ходить этим рукавом до Калькутты. Однако, проект привёл не только к частым засухам на территории Бангладеш, но и к заилению рукавов в этой стране и возникновению разрушительных наводнений 1987 и 1988 годов.

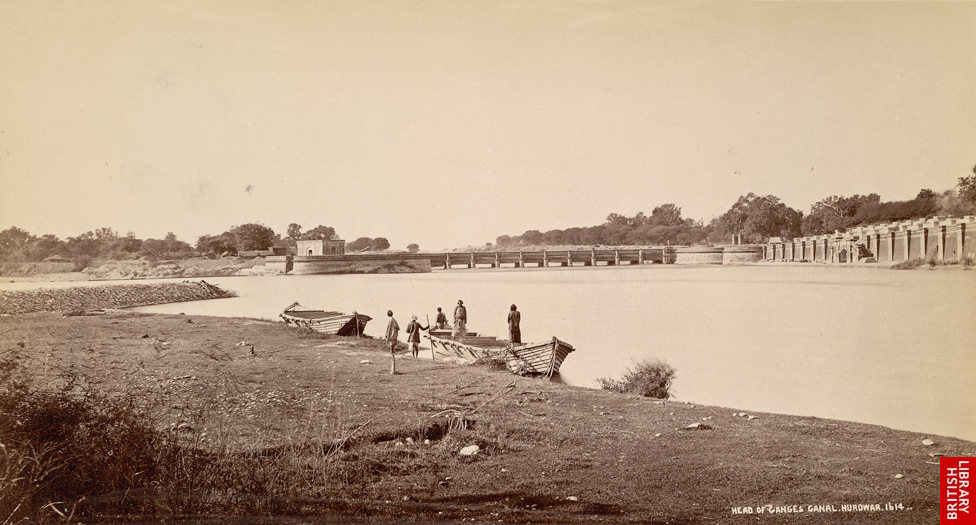
Плотина на Гангском канале

Отчасти проблема речного транспорта решается строительством железных дорог. Так, ещё во времена британского господства вдоль Ганга от Калькутты до Канпура была сооружена Восточно-Индийская железная дорога (East Indian Railway).

### Плотины и ГЭС
На реке Ганг существует две большие плотины. Одна, у Харидвара, отвлекает значительную часть гималайских талых вод в Гангский канал, построенный в 1854 году британцами для орошения близлежащих земель. Это вообще привело к серьёзному ухудшению течения Ганга и является основной причиной ограничения внутреннего судоходства по реке.

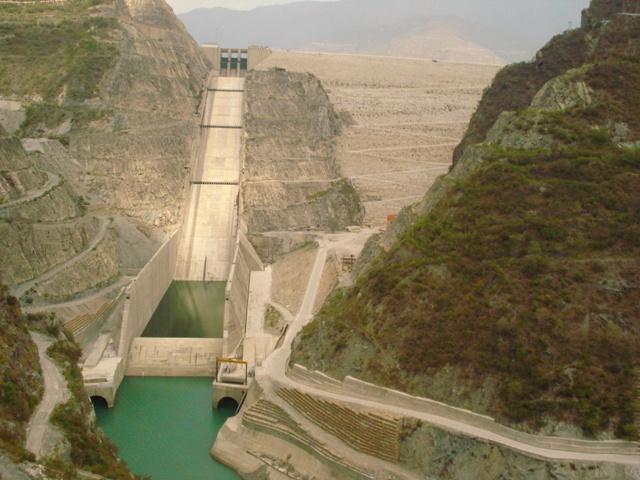
Плотина Тери на Бхагиратхи

Другая крупная плотина и ГЭС, Фаракка, была сооружена близко к месту, где основной рукав реки переходит в Бангладеш, и отклоняет часть вод в речной рукав Хугли, который в дальнейшем течёт в Западной Бенгалии мимо Калькутты. Эта плотина была давно источником затяжных споров с Бангладеш, которые были в конце концов решены на основе переговоров, проведённых правительствами двух стран в 1996 году. Бангладешцы считали, и как выяснилось — правильно, что отсутствие постоянного течения в летние месяцы влечёт засуху в Бангладеш и делает страну более уязвимой для наводнений. В то же время, предложения по совмещению (через ещё один канал) Брахмапутры с Гангом, чтобы увеличить поток воды, так и не были реализованы.
Существуют ещё несколько плотин. Одна из них, Дамодара, на реке Дамодара близ порта Халдия (ниже Калькутты) была построена по образцу «Tennessee Valley Authority» в США. Ещё одна плотина, Тери, является самой высокой в Индии и расположена в Гималаях, на главном истоке Ганга — реке Бхагиратхи.
В верховье реки Ганг, в Махакали (Сарды), предлагается построить ещё одну плотину — Панчешвар. Это индо-непальский проект, который планируется осуществить в сотрудничестве с США. В случае его осуществления возможно строительство высочайшей плотины ГЭС в мире.

## Экология

### Наводнения

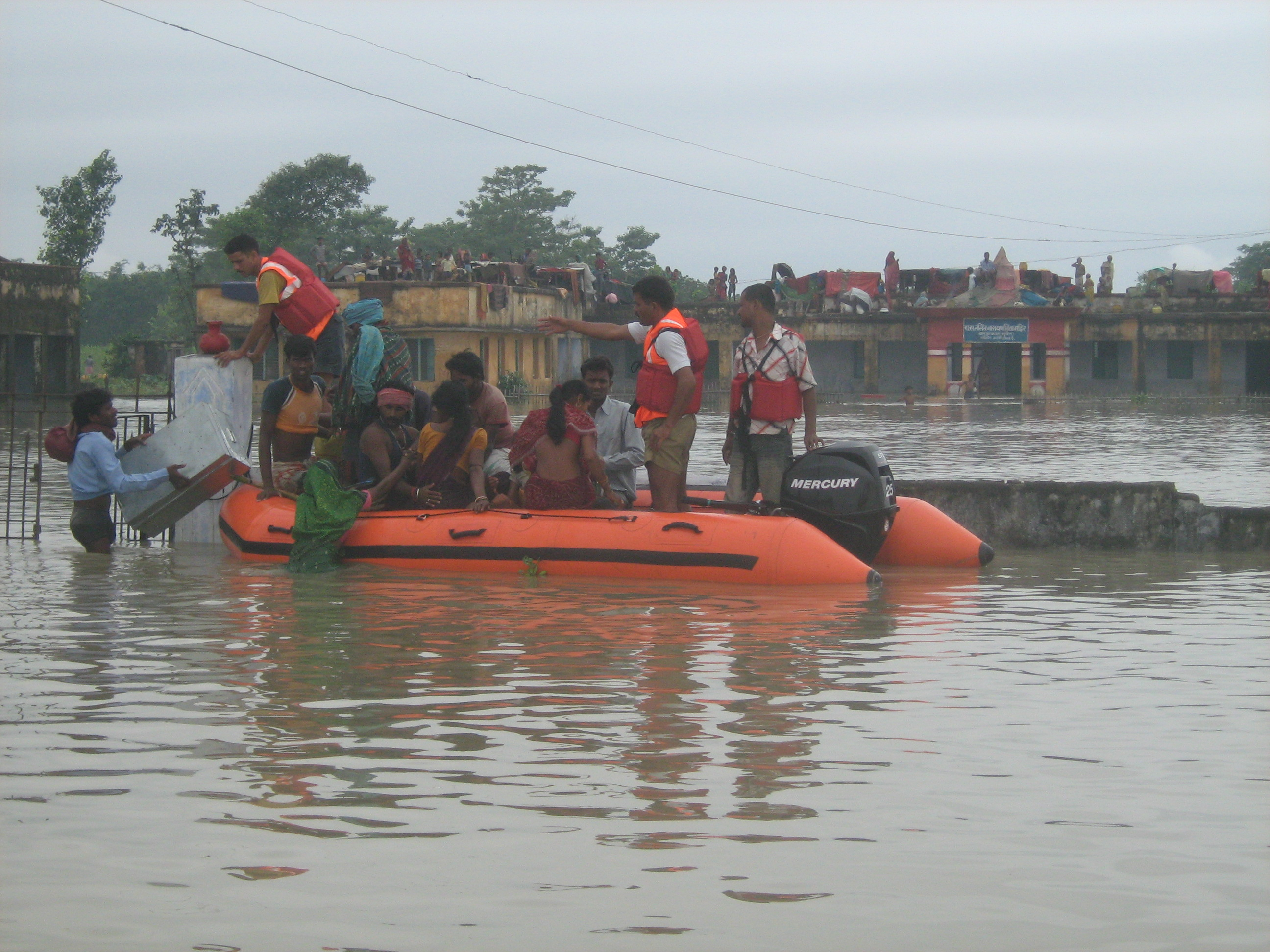
Спасательная операция в Бихаре во время наводнения на Коси (притоке Ганга) в 2008 году

Ганг и его притоки известны сезонными наводнениями. Собственно именно эти наводнения, во время которых откладывается огромное количество осадков, и образовали широкую и плодородную Гангскую равнину. Ганг ежегодно смывает с гор огромное количество горных пород, из которых около 749 млн тонн достигает плотины Фаракка, а 95 млн тонн — Бенгальского залива. В долине реки откладывается около 65 млн тонн осадков.
Хотя режим реки хорошо известен, из-за перенаселённости приречных районов наводнения ежегодно приводят к проблемам. Когда река выходит из берегов, что случается довольно часто, она затапливает многие населённые пункты, угрожая жизни и имуществу их жителей.

### Качество воды

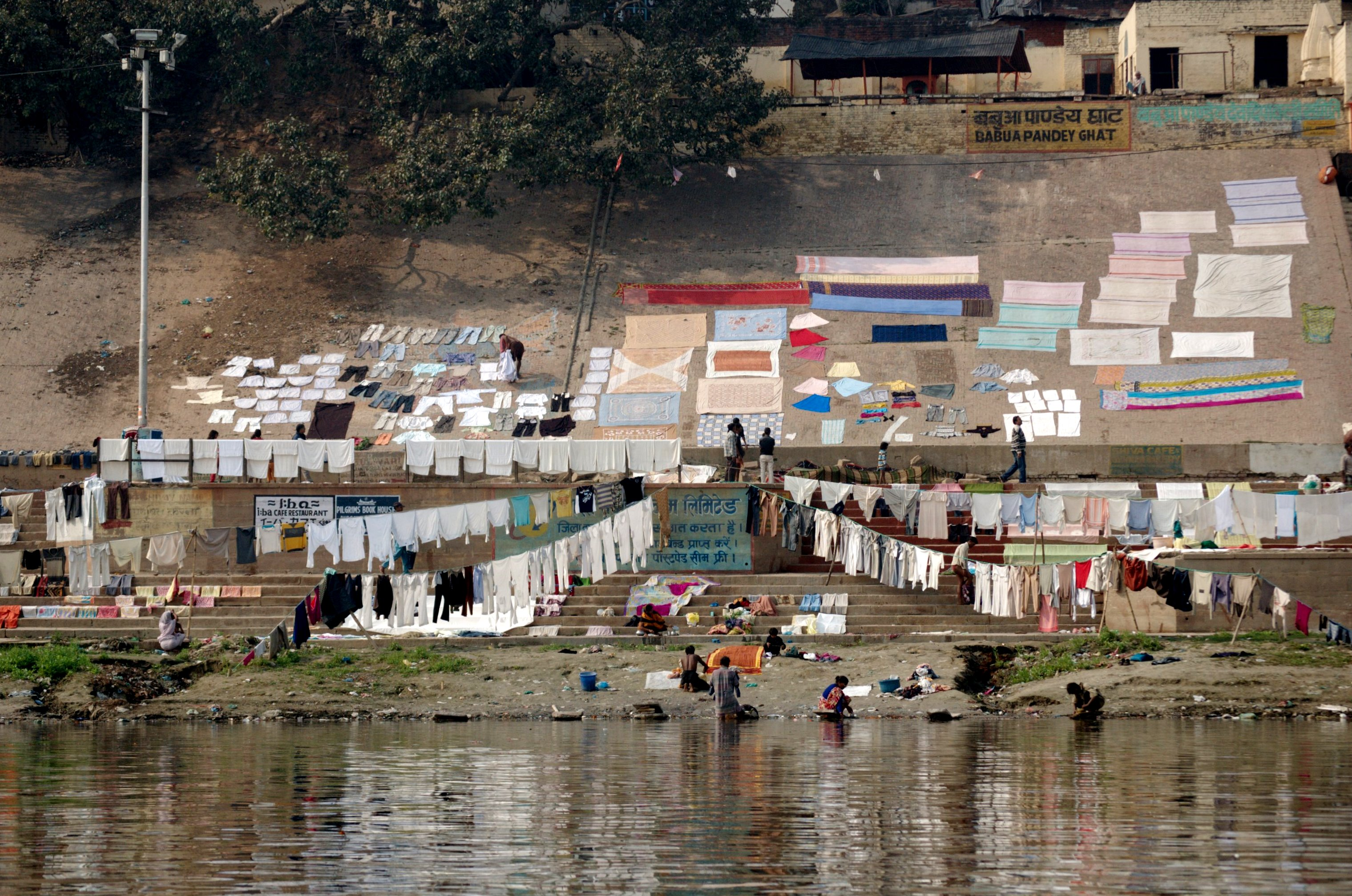
Стирка белья на берегу Ганга, Варанаси

Ганг часто называется одной из самых грязных рек в мире. Его воды угрожают здоровью около 500 млн человек, проживающих в бассейне реки и её дельте и прямо или косвенно зависящих от неё. Уже начиная с верховьев, Ганг становится очень грязным из-за стоков, которые сбрасывают в реку население и многочисленные промышленные предприятия. Причиной загрязнения русла становится и перенаселение городов вдоль реки. Примерами перенаселения являются города Ганготри и Уттаркаши. Так, Ганготри выросло почти с нуля за последние три десятилетия — до 1970-х годов в селении было всего несколько крестьянских хижин. Население же Уттаркаши за последние десятилетия также увеличилось в несколько раз. Протекая по густонаселённым районам, во время наводнений Ганг собирает большое количество человеческих нечистот и остатков человеческой деятельности, содержащих такие патогены, как Schistosoma mansoni и фекальные энтеробактерии, из-за чего употребление речной воды для питья и даже купание в ней провоцирует инфекционные заболевания. Хотя многие исследователи из правительственных организаций высказывали предложения по улучшению состояния воды в реке, сделано для этого было немного.
Так, участок реки возле гхатов в священном городе Варанаси был описан как «коричневый суп из экскрементов и промышленных стоков». Вода реки содержит здесь около 600 способных к размножению фекальных энтеробактерий на 1 мл, что в 120 раз выше официально допустимой нормы. Обряд кремации на гхатах должен быть произведён с обязательным использованием натуральных дров, весьма дорогих в Индии. После сжигания останки сбрасываются в реку. Однако бедных, не имеющих средств на кремацию, но пришедших в Варанаси умирать, а также некоторые категории умерших — незамужних девушек, беременных, детей — не сжигают, а трупы сразу сбрасывают в реку.
Из около 700 млн человек, которые купаются в реке каждый год, по оценкам The Economist, около 3,6 млн, в основном дети, гибнут. По оценкам ВОЗ, число жертв несколько меньше, но также велико: из 1,5 млн индийских детей, которые ежегодно умирают от заболеваний, передающихся через воду, 30-40 % на счету Ганга.

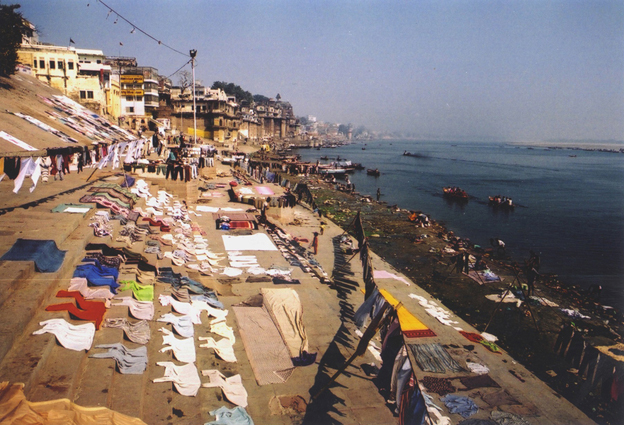
Берег Ганга утром в Варанаси

Индийское правительство уже давно пытается справиться с проблемой загрязнения реки. План действий по Гангу (Ganga Action Plan), осуществление которого с большой помпой началось в 1985 году, предусматривал создание к 2000 году водоочистных сооружений, способных переработать 2,7 млрд л/день, необходимых в то время. На момент завершения программы были созданы мощности, способные перерабатывать только около 1,0 млрд л/день, несмотря на существенный рост выбросов. С учётом роста населения план очистки реки провалился полностью. Более того, созданные мощности оказались зависимыми от нестабильной поставки электроэнергии. Сейчас над задачами по очистке реки работает ряд некоммерческих индийских и международных организаций, однако результаты этой работы незначительны на фоне чрезвычайно сложных проблем.
Река, однако, имеет давнюю репутацию способности к самоочищению, что, отчасти, подтверждается официальной наукой. В связи с чем постоянно высокое количество бактерий содержит и бактериофаги, уничтожающие значительную часть опасных бактерий и не дающие им размножаться больше определённого уровня. Воды реки Ганг также способны удерживать кислород, детали этого процесса малоизучены. По сообщениям National Public Radio, дизентерия и холера в реке сейчас исчезли и риск широкомасштабных эпидемий в последнее время снизился.

### Эффект изменения климата
Глобальное потепление и локальное антропогенное влияние уже сейчас вызывают заметные изменения в режиме реки и объёме стока. Многие средства массовой информации распространяют мнение, что «Ганг может пересохнуть, подобно Сарасвати», что верно лишь отчасти. Многочисленные аспекты процессов изменения климата, однако, вызывают разнонаправленный эффект.
На большей части земной поверхности в последние десятилетия наблюдается существенное отступление ледников, среди которых и ледники Гималаев и Тибетского плато, с которых стекает река и её притоки, и на которые сейчас приходится значительная часть запасов льда на Земле. По данным UN Climate Report 2007 года, если современные темпы отступления сохранятся, гималайские ледники исчезнут к 2030 году. По сообщению метеорологической службы Китая, отступление ледников приводит к увеличению стока и будет иметь положительный эффект на сельское хозяйство в короткой перспективе, но в дальнейшем это приведёт к уменьшению поступления воды в реки региона, включая Ганг.
С другой стороны, глобальное потепление вызывает повышение температуры морской поверхности и, в итоге, увеличение интенсивности муссонов, которые становятся способными проникать вглубь Гималаев на большее расстояние. Именно увеличением силы муссонов объясняется большое число разрушительных тропических циклонов, которые опустошали последние десятилетия побережье Бенгальского залива. Эти же муссоны, способные переносить большее количество влаги к истокам Ганга, приводят и к увеличению количества осадков в этом районе, что должно приводить к наступлению ледников. Быстрое отступление ледников, таким образом, может быть объяснено лишь повышением температуры, особенно заметным локально, из-за существенного увеличения населения и перенаселённости региона.
В результате поступление воды в Ганг вряд ли уменьшится в следующие десятилетия, так как отступление ледников сгладит сезонный режим осадков, что приведёт к существенному увеличению сезонных колебаний рек региона, которые станут особенно зависимыми от муссонов и даже могут временно пересыхать в течение сухого сезона. Для борьбы с этим и другими негативными эффектами изменения климата предлагается интенсивное восстановление лесного покрова и создание новых ледниковых озёр и прудов в качестве буфера колебаний стока. В частности, пользу может принести строительство плотин, таких как Тери и Панчешвар.

### Природоохранные территории

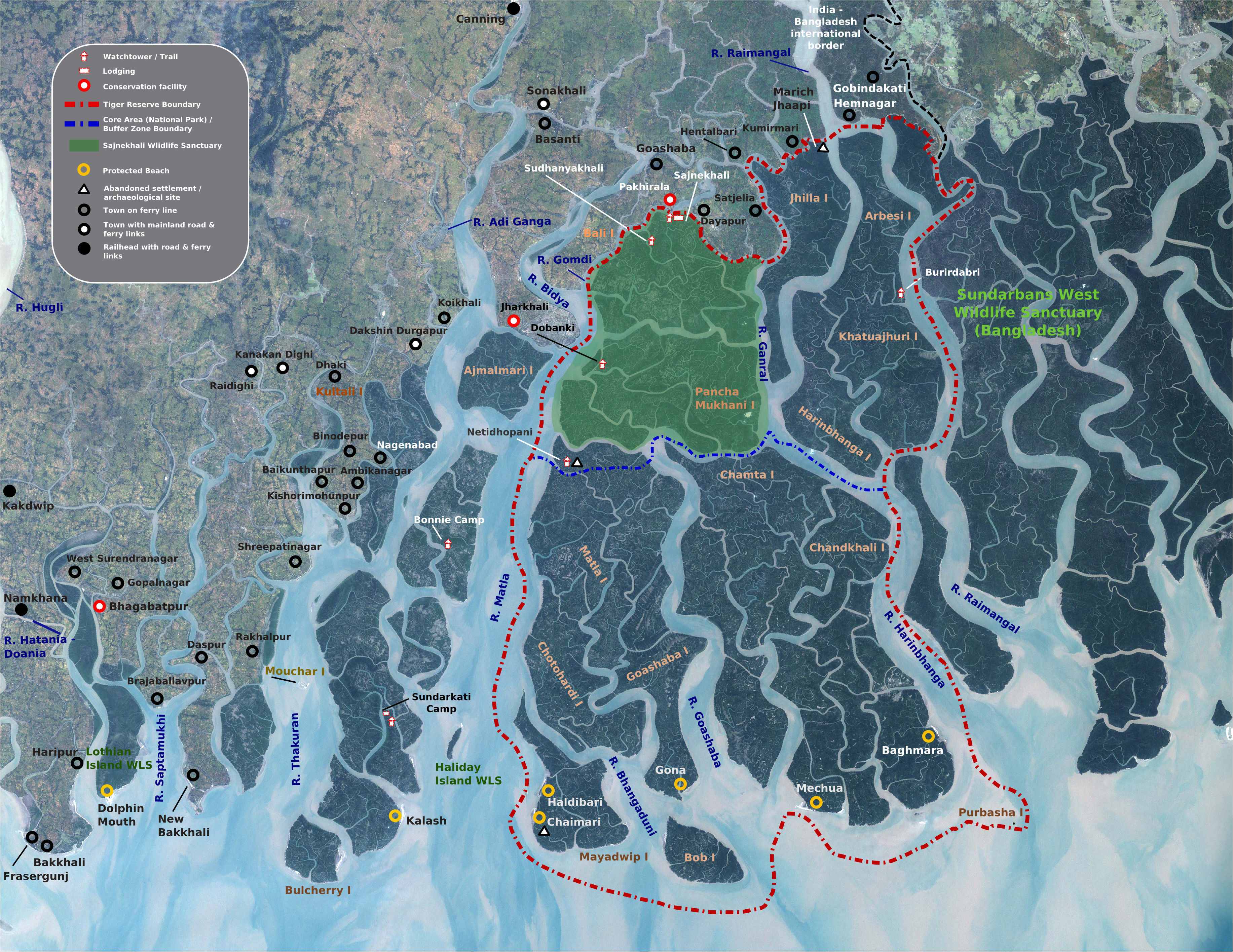
Природоохранные территории индийской части Сундарбана

Кроме священных мест на реке Ганг, как в верховье, так и в низменных районах, насчитывается несколько природоохранных территорий.
Первой природоохранной территорией на берегах Ганга является Национальный парк Раджаджи на холмах Шивалик штата Уттаракханд, известный фауной и флорой предгорий Гималаев.

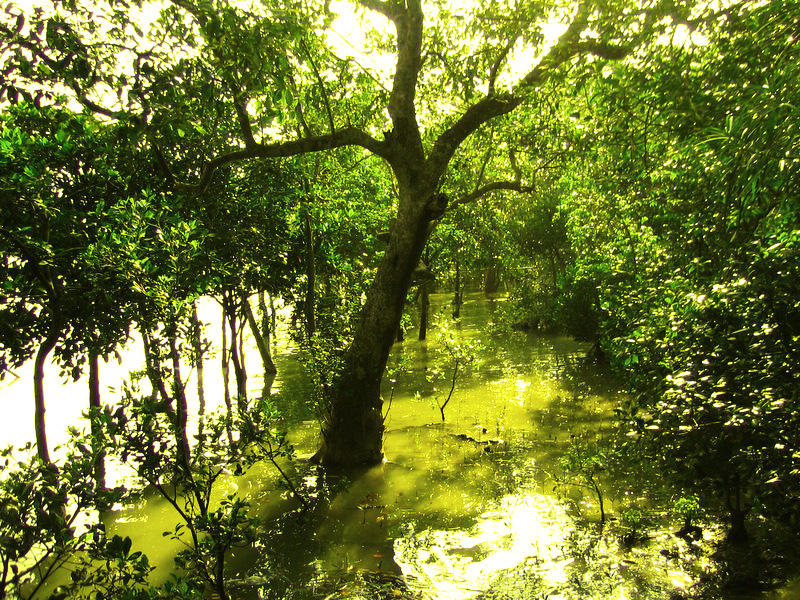
Деревья сундар в Сундарбане

Самой большой и самой уникальной из природоохранных территорий вдоль Ганга является Сундарбан в дельте реки. Это название буквально переводится с бенгальского как «красивые джунгли» или «красивый лес», однако общепринятое мнение связывает название с деревом сундар. Эти леса занимают площадь около 10 тысяч км². Бангладешская часть Сундарбана включена в список Всемирного наследия ЮНЕСКО с 1997 года, а индийская, Национальный парк Сундарбан, с 1987 года. Сундарбан пересекает сложная сеть приточных проливов, на берегах которых и на заливных островах растут мангровые леса. В районе живёт редкий бенгальский тигр и многочисленные представители другой фауны, в частности различные виды птиц, пятнистый олень, гавиал и змеи. По оценкам, в этом районе сейчас насчитывается около 500 бенгальских тигров и 30 тысяч пятнистых оленей. Плодородные почвы дельты были предметом интенсивного использования человеком на протяжении веков, и только восстановление части уже уничтоженных лесов привело к образованию Сундарбана в его современном виде.

## Ганг в культуре

### Легенды о Ганге и упоминания в классической литературе

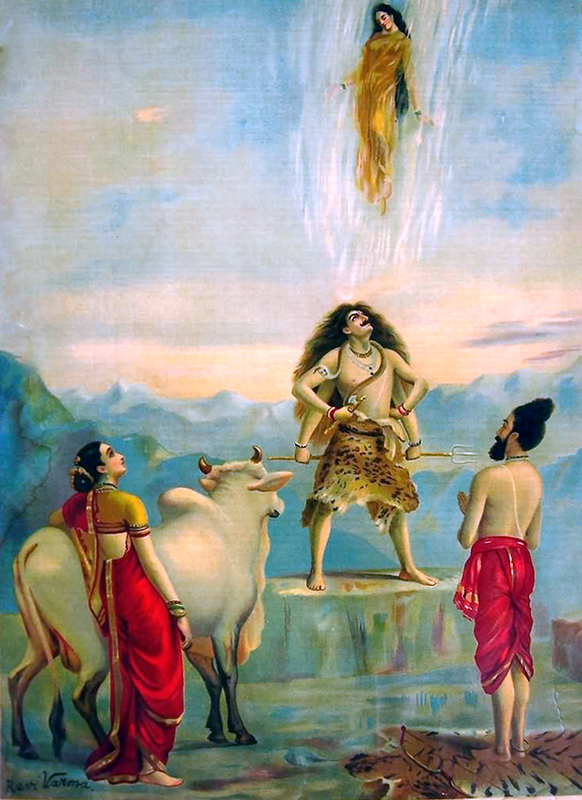
Спуск Ганги с неба, и ожидающие её Шива, Бхагиратха, Парвати и бык Нанди

С рекой связано множество легенд индуизма. Река Ганг и её персонификация в лице богини Ганги, упоминаются в древнейших индийских литературных произведениях, в частности Ведах, Пуранах, «Рамаяне» и «Махабхарате». Общей чертой всех этих легенд является её небесное происхождение. В начале времён Ганга была исключительно небесной рекой, но позже спустилась на землю, протекая сейчас во всех мирах индуистской космографии. Большинство легенд связано с её рождением, со спуском на землю и с определёнными эпизодами пребывания уже на Земле. В легендах подчёркиваются способность Ганги к очищению или снятию грехов, её значение как символа материнства и значение как посредницы между мирами.
Существует несколько версий рождения Ганги. Так, по «Рамаяне», Ганга была дочерью Химавана, обладателя Гималаев, и его жены Мены, она приходится сестрой богине Парвати. По другой легенде, священные воды из камандалу Брахмы были персонифицированы в образе этой богини. Позже вайшнавские толкования этой легенды описывают, что вода в камандалу была получена Брахмой от омовения стоп Вишну. По «Вишну-пуране», Ганга вышла из большого пальца левой ноги Вишну. В любом случае, она была поднята до Сварги (небес) и оказалась на попечении Брахмы.

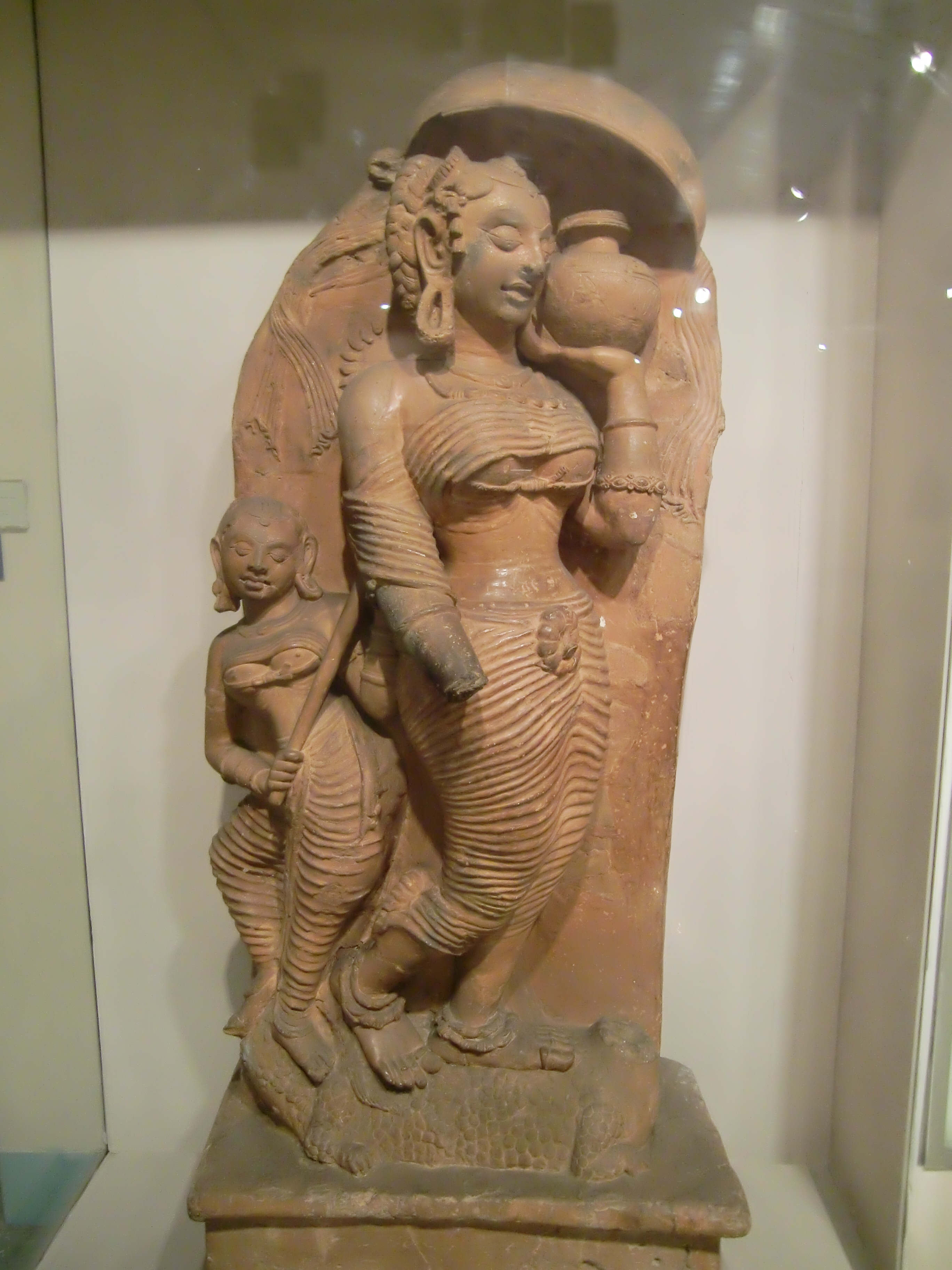
Скульптура Ганги в Национальном музее в Нью-Дели

Самой известной легендой, связанной с Гангой, является легенда о Бхагиратхе, изложенная в «Рамаяне» и «Бхагават-пуране». Когда царь Сагар, правитель одного из крупных индийских государств, совершил ашвамедху — царский обряд жертвоприношения коня, конь исчез, возможно похищенный Индрой, а сыновья царя обвинили в краже мудреца Капилу. Капила, однако, уничтожил и проклял принцев, оставив единственным шансом на их спасение погружение их пепла в воды Ганги. За это дело взялся новый правитель государства, Бхагиратха. Он был вынужден много лет осуществлять тапас ради удовлетворения Брахмы и Шивы. Сначала Бхагиратха просил того, чтобы Брахма приказал Ганге спуститься, а затем, чтобы Шива принял на себя мощный удар её падающих на землю вод. Таким образом, Бхагиратхи удалось осуществить задачи, а верховья реки получили по его имени название Бхагиратхи. По другим вариантам этой легенды Шива заманил Гангу в ловушку из своих волос и выпустил маленькими ручейками. Прикосновение Шивы предоставили Ганге ещё большее священное значение. С тех пор река протекает через все три мира: Сваргу (небо), Притхви (землю) и Нараку (ад), отчего она получила название Трипатхага — «путешествующая через три мира».
Ещё несколько легенд о Ганге связаны с её ролью матери. Так, по «Сканда-пуране», именно омовение в водах Ганги предоставило жизнь Ганеше, созданном Шивой и Парвати из смеси своих тел. Кроме того, по «Махабхарате», Ганга была матерью телесных воплощений богов Васу, которых (кроме Дьяуса или, в земном воплощении, Бхишмы) она утопила сразу после рождения для освобождения их от смертной жизни, на которое их проклял риши Васиштха.
В искусстве Ганга изображается как чувственная и красивая женщина, несущая переполненный кувшин в руке, который символизирует богатство жизни. Часто её изображают восседающей на своей вахане — Макаре, животном с телом крокодила и хвостом рыбы.

### Обряды и церемонии, связанные с рекой

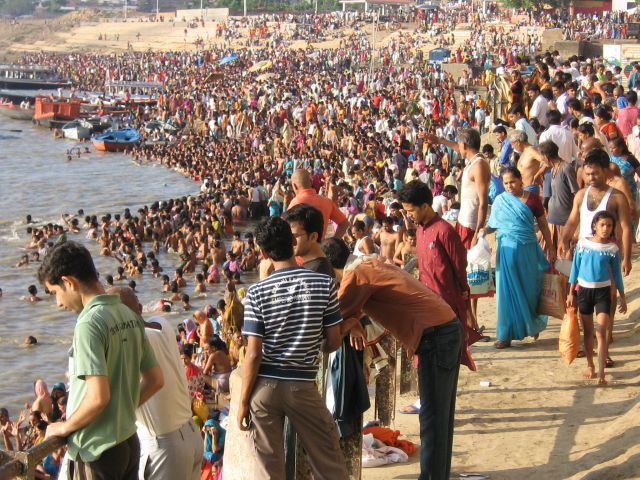
Омовение в водах Ганга, Варанаси

Наибольшее значение Ганг имеет для индуистов, составляющих подавляющее большинство населения его берегов. Из всех рек в мире именно эта река почитается больше всего. Воды Ганга, по легенде, обладают способностью к очищению, снятию грехов, а сама река остаётся символом святости и чистоты, несмотря на физическое загрязнение её воды.
Главный ритуал, связанный с рекой, просто купание в её водах. Жители близлежащих районов часто приходят купаться в реке ежедневно. Много паломников со всей Индии и других стран прибывают к реке исключительно для целей осуществления священного омовения, которое считается обязательным минимум один раз в жизни индуиста. Лучшим временем для омовения считается рассвет, в этот момент индуисты также молятся солнцу. После омовения индуисты молятся одному или нескольким божествам и подносят им дары, обычно фрукты, сладости и цветы.

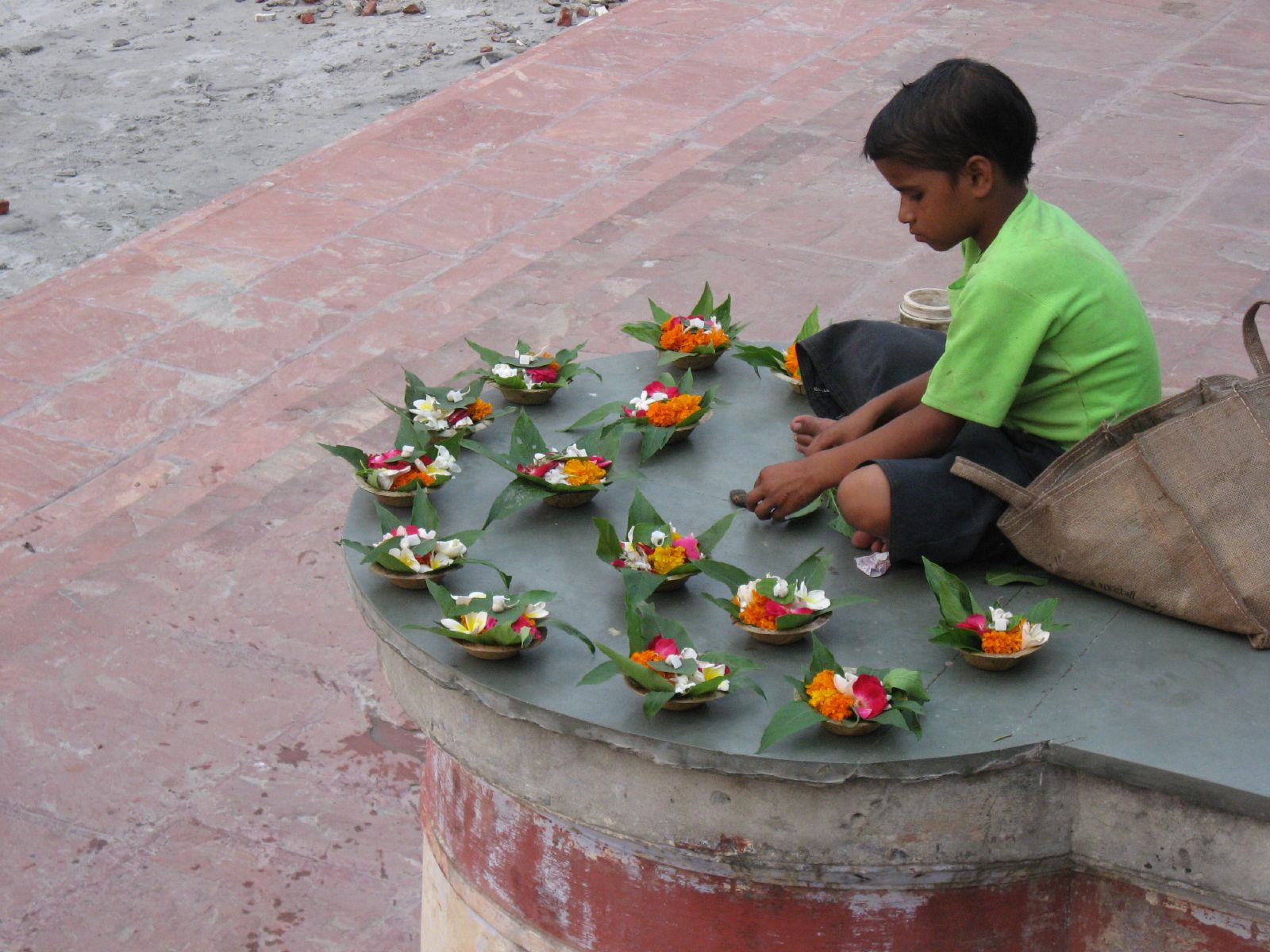
Мальчик, торгующий цветами для подношения богам на берегу Ганга, Ришикеш

Также важным ритуалом, проводимым на гхатах Ганга — это Аарти. Во время этого ритуала богам преподносятся зажжённые лампадки, сделанные из листьев деревьев, с фитилём, погружённым в топлёное масло. Считается, что чем дольше горит лампадка, тем больше шансов на осуществление просьбы, о которой индуист просит богов. Важным элементом этого ритуала являются песни, посвящённые богам, исполняемые одновременно с принесением.
Ганг — популярное место захоронения. Поскольку река в индуизме является связующим звеном между Землёй и Небом, считается, что когда индуисты бросают пепел своих умерших родственников в воды этой реки, они помогают им достичь мокши (спасения) и попасть на небеса. Поэтому кремация в любом месте вдоль реки является желательной для индуистов. Зачастую люди везут умерших сюда через всю страну, а на берегах реки постоянно горят костры, на которых сжигают мертвецов. Если кремация на берегу реки невозможна, родственники впоследствии могут привезти пепел к Гангу, а некоторые компании предлагают его перевозку даже из-за рубежа и выполняют соответствующие церемонии рассеивания пепла. Самые бедные индийцы, однако, часто, в виду высокой, по их мнению, стоимости дров для кремации, стоимости услуг электрических крематориев и стоимости услуг брахманов, считают проведение церемонии чрезмерно дорогим, отчего просто бросают тела мертвецов в воду.

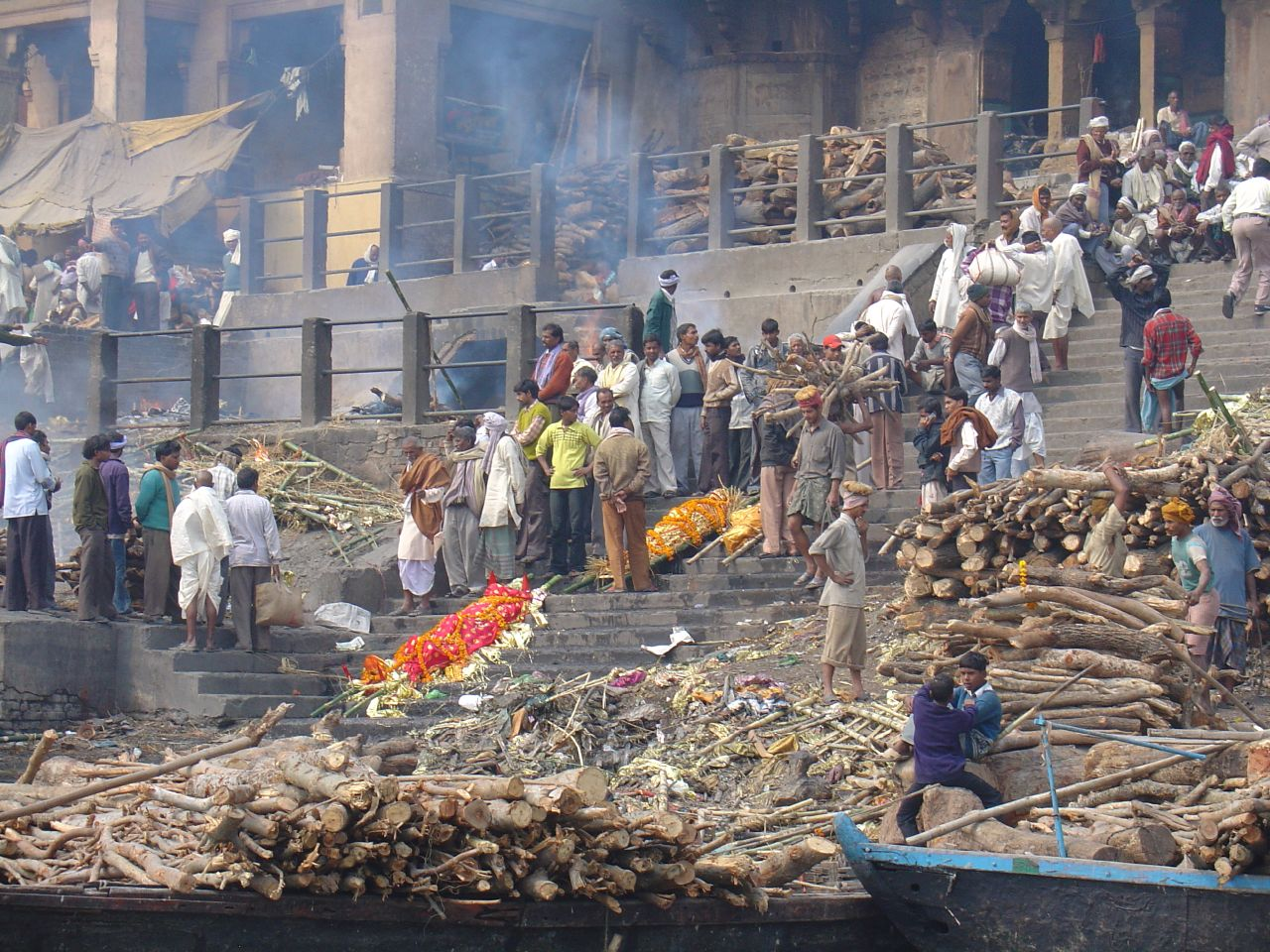
Место кремации в Варанаси

В многочисленных центрах паломничества на реке проводятся фестивали в определённые индуистские праздники, собирающие от тысяч до десятков миллионов посетителей. Крупнейшим фестивалем является Кумбха Мела, проводимый каждые три года в одном из четырёх городов, два из которых, Хардвар и Аллахабад, находятся на берегах Ганга. Этот фестиваль, проводимый в 2007 году в Аллахабаде, собрал около 70 млн человек. Другой крупный фестиваль, который ежегодно проводится в Варанаси — Ганга-махотсава. Этот фестиваль является не только религиозным, но и большим культурным событием в жизни страны. На нём, помимо прочего, демонстрируются народные песни и танцы.
Вода реки (хинди गंगा जल, gangajal — «гангаджал») высоко ценится среди индуистов. Паломники часто наполняют этой водой ёмкости и берут их домой или в местный храм. Брахманы, а теперь и целые компании, занимаются коммерческой поставкой этой воды в другие регионы страны. Почти в каждом индуистском доме можно найти кувшин с гангской водой. Она используется во всех важнейших индуистских церемониях, в частности, для омовения новорождённого ребёнка, во время свадьбы, перед смертью (как «последняя еда» на Земле) и во время похорон, когда нет возможности перевезти прах умершего к самой реке. Кроме того, эта вода является основой многих традиционных лекарственных препаратов в Индии.
Хотя большое религиозное значение река имеет лишь для индуистов, индийские и бангладешские мусульмане также используют реку для религиозного очищения тела при молитве.

### Центры паломничества

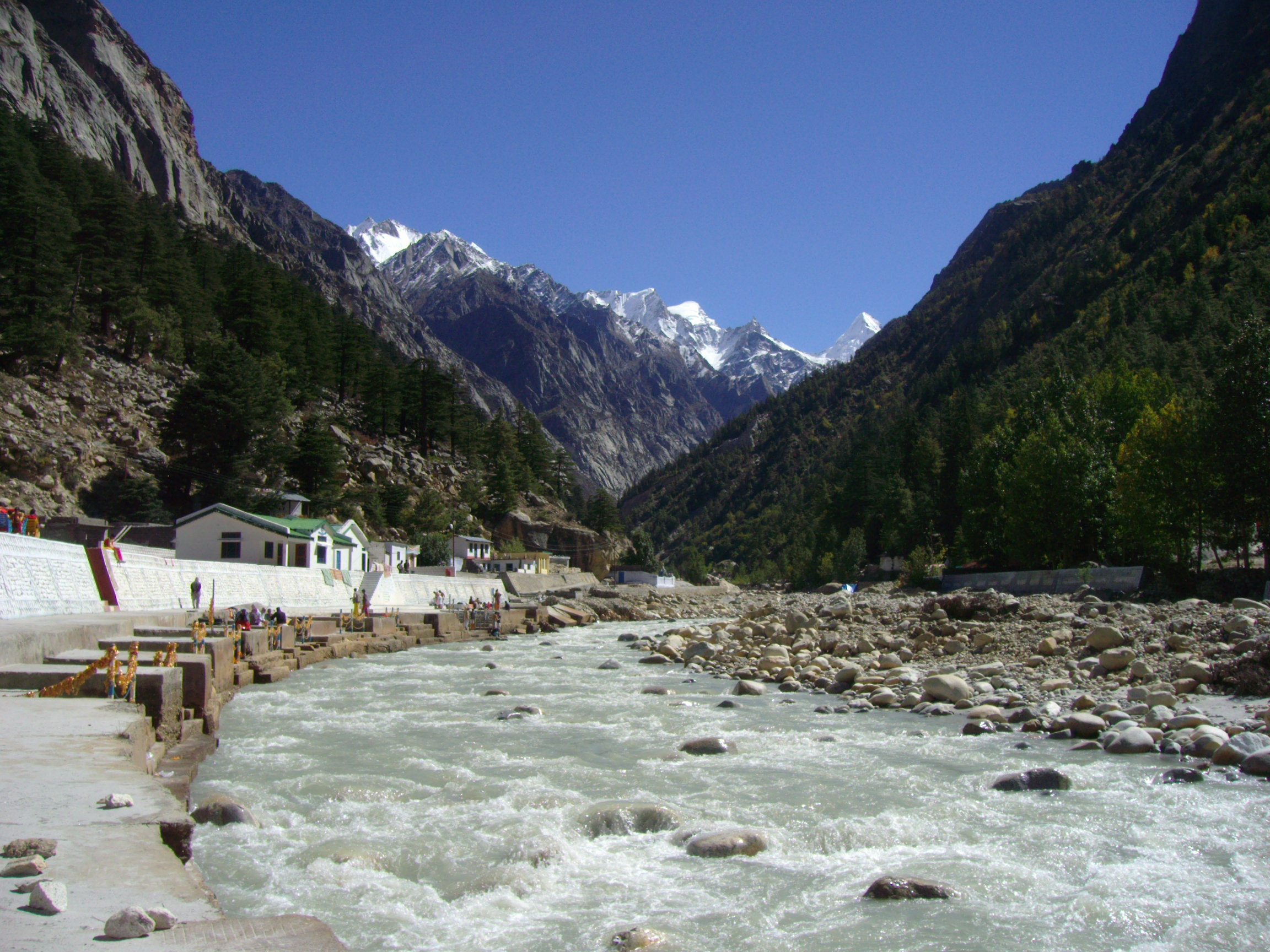
Река Бхагиратхи близ Ганготри

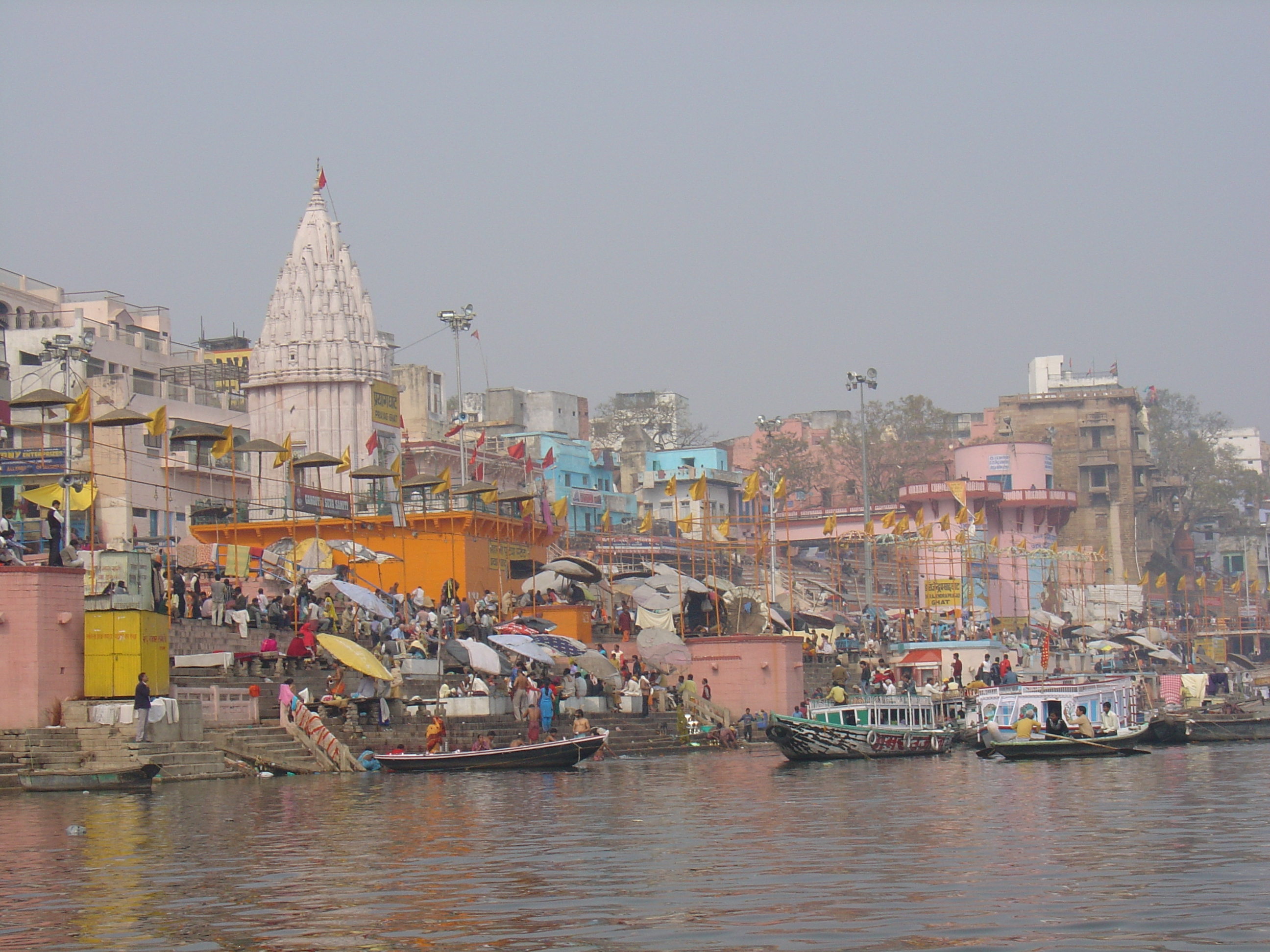
Один из гхатов в Варанаси

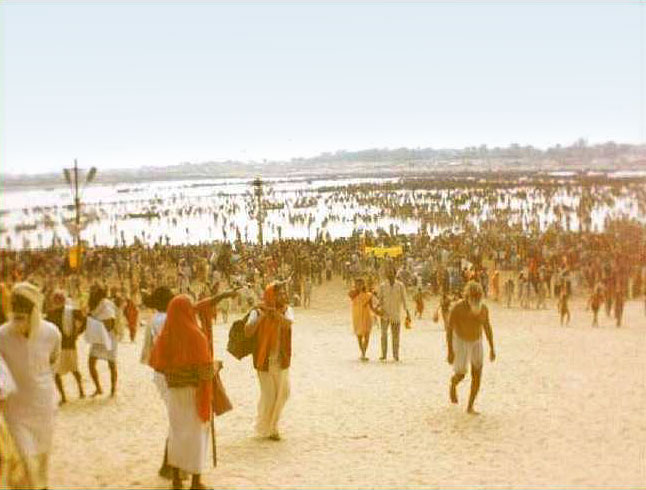
Фестиваль Кумбха Мела, Аллахабад, 2001 год

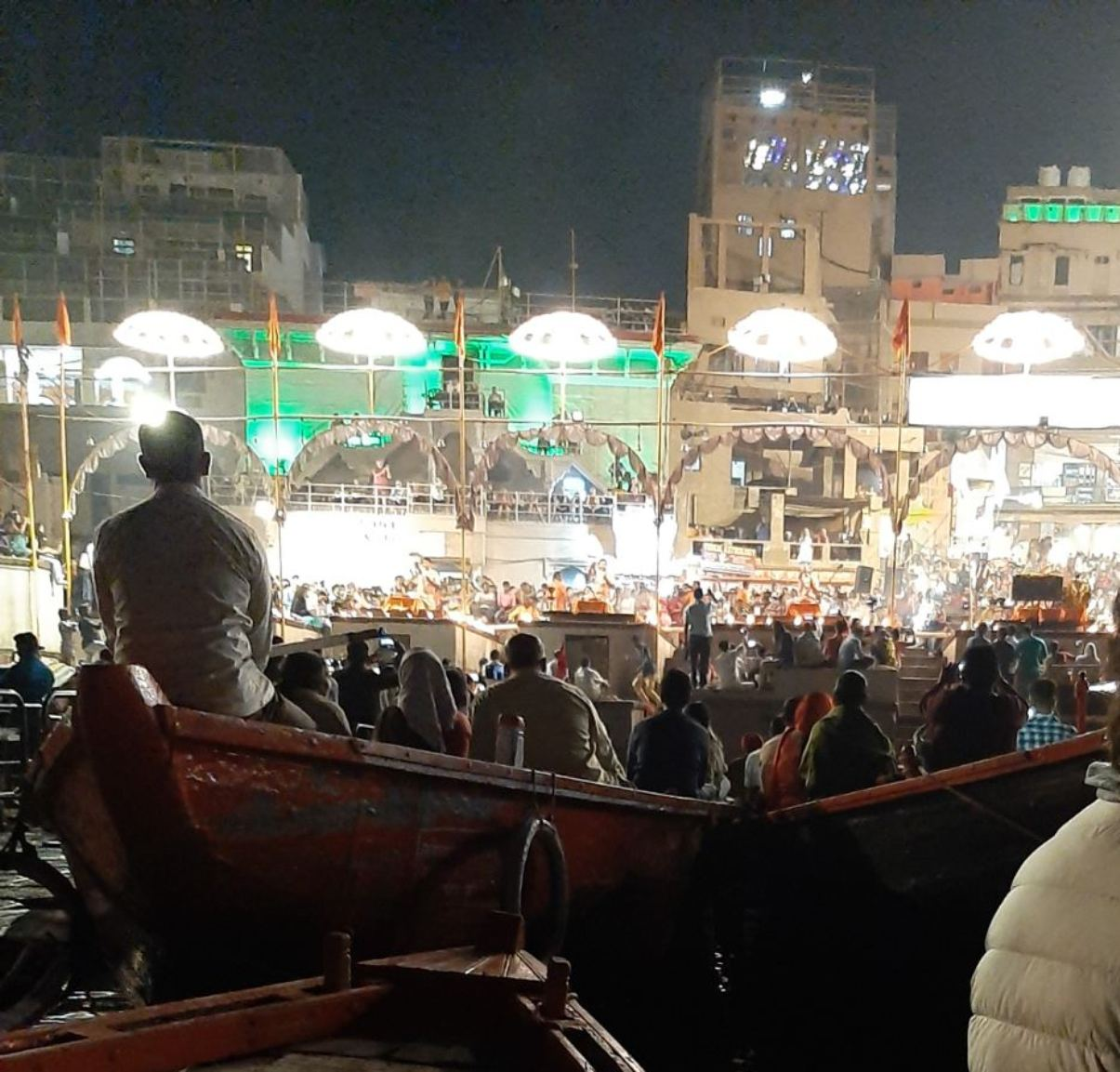
Паломники в лодках во время религиозного праздника на реке Ганг. Варанаси

Ганг считается священной рекой на всём своём протяжении, однако бо́льшая часть реки не имеет транспортной инфраструктуры и труднодоступна, и лишь относительно небольшое количество городов на его берегах стали важными центрами паломничества и туризма.
Первым из таких поселений является Ганготри, расположенное у истоков реки Бхагиратхи, главного истока Ганга. Это поселение построено вокруг центрального храма, посвящённого Ганге, и входит в число четырёх мест паломнического маршрута Чота-чардхам, в который также входит Ямунотри, который находится в районе источника главного притока Ганга, Джамны (Ямуны). Из-за значительного загрязнения воды реки ниже по течению, воду для церемоний в других частях Индии обычно набирают именно здесь.
Далее по течению находится городок Девпраяг, где Бхагиратхи сливается с Алакнандой и образуется собственно река Ганг.
Следующим паломническим центром является город Ришикеш, мировой центр йоги. И хотя город содержит много храмов, на самом деле не так много из них посвящены собственно реке, поэтому город считается второстепенным для паломничества.
Далее Ганг протекает мимо города Хардвар, где река впервые выходит на Индо-Гангскую равнину, а от неё отходит Гангский канал. Традиционно Хардвар считается одним из важнейших центров паломничества на реке. Город играет важную роль как для вайшнавов, так и для шиваитов, собственно его название может переводиться как «Врата Вишну» (в написании «Харидвар») или «Врата Шивы» (в написании «Хардвар»). Считается, что Вишну оставил в городе след своей ступни, когда сам совершал омовение в водах Ганга. Также по легенде, это один из четырёх районов, где небесная птица Гаруда пролила из своего кувшина эликсир бессмертия амриту, отчего в них проводятся крупнейшие индуистские фестивали — Кумбха-мела или «фестиваль кувшинов».
Аллахабад (также Праяг — «место слияния рек» или Аггра — «место жертвоприношения»), расположенный в месте слияния Ганга с Джамной (Ямуной), считается местом, где Брахмой была принесена первая жертва после сотворения мира. Это второе из четырёх мест, где Гаруда пролила амриту, и также является местом проведения фестиваля Кумбха-мела. Именно здесь по легенде выходит на поверхность и присоединяется к Гангу священная река Риг-веды — Сарасвати, которая впоследствии исчезает с поверхности Земли.
Следующим центром паломничества на реке является Варанаси (также Бенарес или Каши), город, который в наибольшей степени ассоциируется с самой рекой и её религиозным значением. Кроме того, город славится своим фольклором и считается культурной столицей Индии. По легенде, Варанаси — один из старейших городов на Земле и был основан Шивой около 5 тысяч лет назад. Сейчас город ежегодно посещает более миллиона паломников, не только шиваитов и вайшнавов, но и буддистов, и джайнов.
Ниже по течению река разливается намного шире, а муссоны делают ежегодные наводнения крайне разрушительными, отчего поклонение реке постепенно угасает и города ниже по течению не имеют такого большого религиозного значения, связанного непосредственно с рекой.
Из городов в дельте реки наибольшее религиозное значение имеет Раджшахи, являющийся достопримечательностью для бенгальцев. Именно здесь возник один из крупнейших индуистских фестивалей — Дурга-Пуджа, который и сейчас является исключительно важным праздником и проводится во многих других местах. Фестиваль празднует приход Рамы, который намеревается жениться на Дурге в доме её отца в Гималаях. Фестиваль характеризуется созданием скульптурных композиций богини, для которых из Ганга собирается глина. В мусульманском Бангладеш Раджшахи является главным центром этого индуистского фестиваля и представляет собой большой карнавал, в котором принимают участие представители всех слоев общества и всех религий.

### Символическое значение и упоминания в массовой культуре

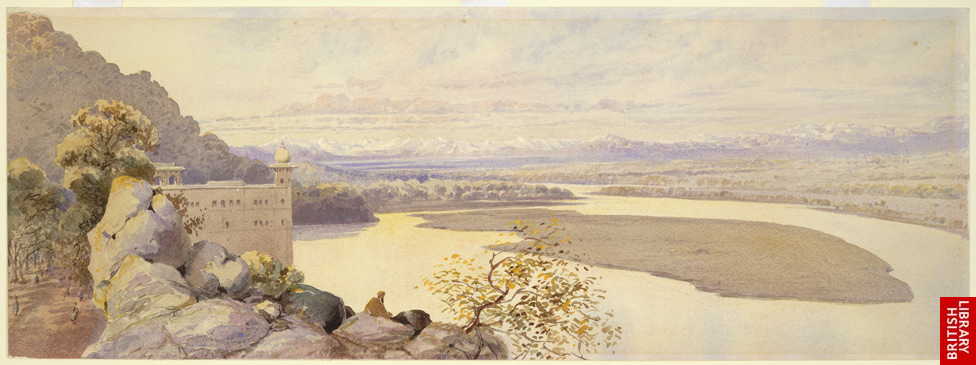
Начало Гангского канала, Хардвар, 1876 год

Символизм Ганга и частые упоминания его в литературе связаны прежде всего с его огромным значением для жизни большого числа людей, проживающих на его берегах и прямо или косвенно зависящих от него. «Кроме религиозного значения, Ганг является местом работы для перевозчиков, рыболовов и прачек, водопоем домашнего скота, слонов и диких животных, источником животворного ила, необходимого для роста риса, и местом утреннего туалета, и купания в горячее индийское лето. Все это, однако, — как писал Марк Твен после своей первой поездки в Индию, — не лишает эту вечную реку красоты и не мешает ей, с незапамятных времён, до сумасшествия очаровывать прибывших на её берега людей.»
Река Ганг занимает важное место в индийской классической литературе и фольклоре — от ведийских времён до Болливуда. Разносторонне описан Ганг в классической литературе древними, средневековыми, современными поэтами и романистами, писавшими разнообразными языками. Многие популярные индийские кинофильмы вращаются вокруг этой реки, и ещё больше популярных песен. Так, песня Jis desh mein Ganga behti hai («Я живу там, где течёт Ганг») — является исключительно популярной в Индии. Эта популярность в большей степени вызвана ассоциацией реки с самой Индией, важным символом которой она является.